# Domnești, Argeș
Domnești este o comună în județul Argeș, Muntenia, România, formată numai din satul de reședință cu același nume.

## Așezare
Comuna se află în nord-estul județului, pe malurile Râului Doamnei. Este străbătută de șoseaua națională DN73C care leagă Câmpulung de Curtea de Argeș. La Domnești, acest drum se intersectează cu șoseaua județeană DJ731, care o leagă spre nord de Corbi și Nucșoara și spre sud de Pietroșani, Coșești și Dărmănești (unde se termină în DN73).
Comuna este alcătuită dintr-un singur sat. 
Are o poziție geografică deosebit de avantajoasă, fiind aproape de cele trei centre economice importante al județului Argeș, care au avut o influență asupra dezvoltării comunei: Curtea de Argeș, Câmpulung și Pitești. Aici are loc târgul duminical - prilej de schimb al produselor agroalimentare, ce datează din anul 1897. 
Comuna Domnești se află la o altitudine de 560 m față de nivelul mării.

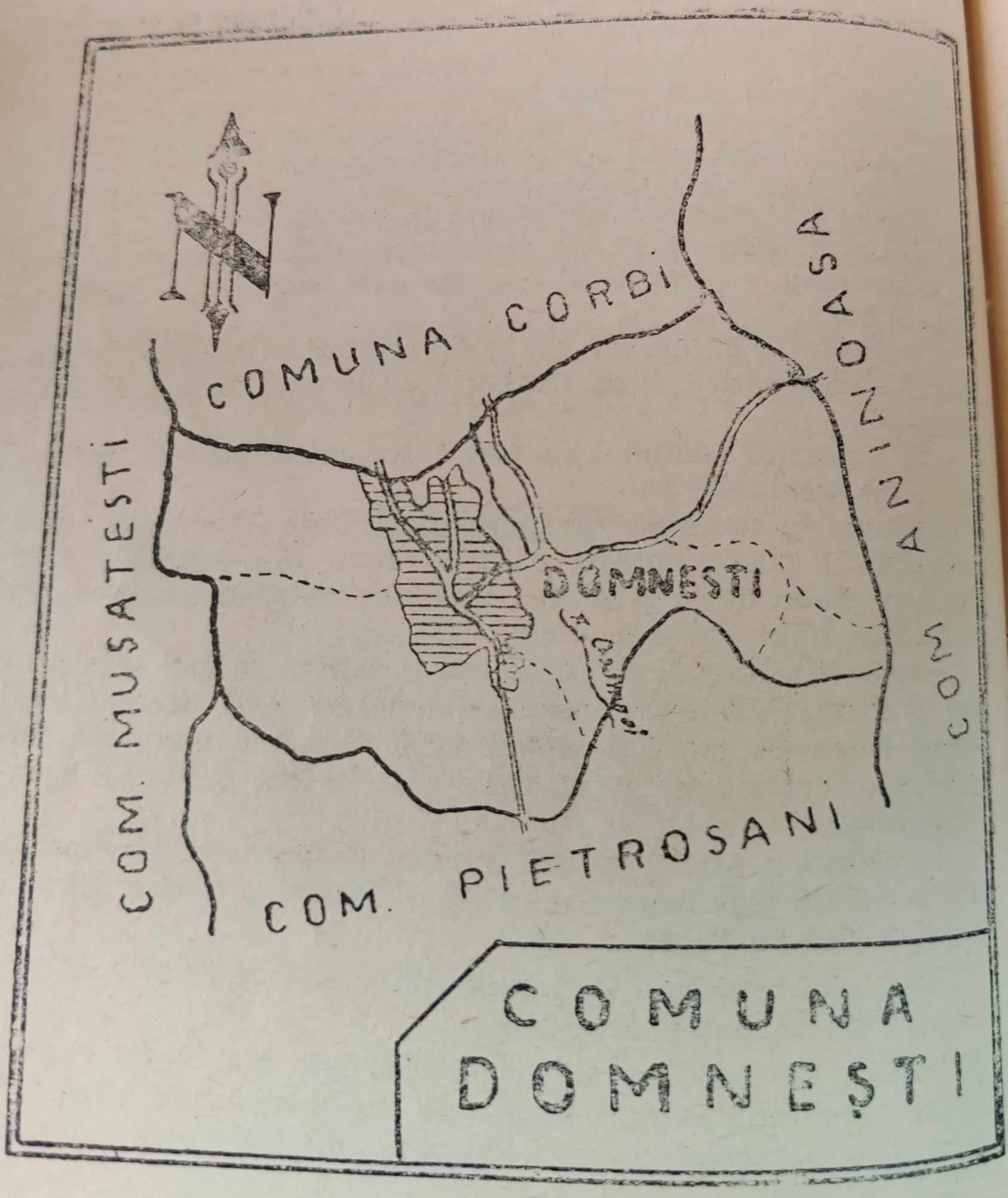
Comuna Domnești - hartă

## Toponimie
Denumirile sunt date după numele primilor locuitori: Priboi, Ureanu, Valea lui Sușoi, Valea lui Nacu, Valea lui Gheorghe, Valea lui Chichindel, Valea Bercoiaii, Valea lui Stroe, Podul Bălțatului, Podul Bordeianului. 
După unele caracteristici ale locurilor: Capul Dealului, Poiana Mare, Aninoasa, Cărbune, Strâmtoare, Pârâul ăl Mare, Ceair, Bahnă, Mălăiște, Tiflă.
După folosința terenului: Țarină, Luncă, Vărzării, Muscel, Perișor, Zăvoi.

## Relieful
Comuna Domnești este situată, în partea de nord, la o altitudine maximă de 721 m (Dealul Păcurarului), iar cea minimă de 392 m, în partea de sud. Comuna se găsește într-o zonă de deal, în podișul getic. 
Valea principală este Valea Râului Doamnei, care străbate comuna de la nord la sud.  Sunt Vale Siliștii (nord-vest) și Valea Lupului (nord-vest). Alte văi mai sunt: Valea lui Chichindel, a lui Ghirculete, Valea lui Gheorghe, Valea Țiganilor, a Giuleștilor, Pârâul Mare. 

## Hidrografie
La Domnești, pe malul drept al râului Doamnei, s-a remarcat pe sub poalele dealului, apariția unui izvor sulfuros, asemănător celui de la Brădet. 
Singura apă permanentă este râul Doamnei care își are izvorul în zona înaltă a Munților Făgăraș, la 2190 m, cu o lungime de 109 km. Dintre cursurile de apă cu caracter nepermanent, mai importante sunt Valea Lupului și Valea Siliștii.

## Clima
Condițiile climatice sunt determinate atât de poziția geografică cât și de circulația generală a atmosferei din zona subcarpatică, și de poziția făță de Carpații Meridionali. Temperatura medie anuală oscilează în jurul a 9 grade C, temperatura mijlocie a lunii cele mai reci -3 grade C, iar a lunii cele mai calde nu depășește 10 grade C. Lunile cele mai însorite sunt iulie și august.

## Flora și fauna
Pădurile de fag se dezvoltă mai ales pe dealul dintre râul Doamnei și Vâlsan, unde mai cresc și pinul, molidul, stejarul, ulmul, carpenul, frasinul, mărul pădureț, paltinul, teiul, arțarul, mesteacănul, alunul, cornul, sângerul, socul, lemnul câinesc. Primăvara apar ghioceii, brândușe, brebeneii, floarea paștelui. Vara apare măcrișul iepurelui, laptele cucului, rugi, păiușul de pădure, rogozul, ferigi, muscinee. Se întâlnesc fânețe predominante de graminee, iarba vântului, pieptănărița, tremurătoarea, păiușul de livadă, timoftica, chimionul, pătrunjelul de câmp, specii de trifoi. În lunca râului Doamnei apare arinele, plopul, salcia, cătina, răchita. 
Terenurile despădurite sunt ocupate de livezi de meri și pruni, porumb, cartofi, lucernă, trifoi. 
Se semnalează prezența unor specii: lupul, vulpea, ursul, căprioara, cerbul, veverița, iepurele de câmp, mistrețul, dihorul, ariciul. 
În păduri trăiesc o serie de păsări: ciocănitoarea, mierla, porumbelul sălbatic, pupăza, cucul, codobatura, ciocârlia, bufnița, eretele, gaița, uliul. 
Reptilele sunt reprezentate prin șerpi, gușteri. 
Dintre insecte se găsesc: rădașca, croitorul, cărăbușul, cariul, muște, țânțari.  
Peștii sunt: mreana, cleanul, molanu, verdetele, sglăvoaca, lostrița, păstrăvul, lipanul.

## Demografie
Componența etnică a comunei Domnești
     Români (95,23%)
     Alte etnii (0,6%)
     Necunoscută (4,17%)
Componența confesională a comunei Domnești
     Ortodocși (95%)
     Alte religii (0,57%)
     Necunoscută (4,42%)
Conform recensământului efectuat în 2021, populația comunei Domnești se ridică la 3.142 de locuitori, în scădere față de recensământul anterior din 2011, când fuseseră înregistrați 3.201 locuitori. Majoritatea locuitorilor sunt români (95,23%), iar pentru 4,17% nu se cunoaște apartenența etnică. Din punct de vedere confesional, majoritatea locuitorilor sunt ortodocși (95%), iar pentru 4,42% nu se cunoaște apartenența confesională.

## Politică și administrație
Comuna Domnești este administrată de un primar și un consiliu local compus din 11 consilieri. Primarul, Ion-Doru Smădu[*], de la Partidul Național Liberal, este în funcție din octombrie 2020. Începând cu alegerile locale din 2024, consiliul local are următoarea componență pe partide politice:
|  | Partid                          | Consilieri | Componența Consiliului | Componența Consiliului | Componența Consiliului | Componența Consiliului | Componența Consiliului | Componența Consiliului |
|  | ------------------------------- | ---------- | ---------------------- | ---------------------- | ---------------------- | ---------------------- | ---------------------- | ---------------------- |
|  | Partidul Național Liberal       | 6          |                        |                        |                        |                        |                        |                        |
|  | Partidul Social Democrat        | 4          |                        |                        |                        |                        |                        |                        |
|  | Alianța pentru Unirea Românilor | 1          |                        |                        |                        |                        |                        |                        |

## Istorie
Teritoriul comunei Domnești a fost locuit din cele mai vechi timpuri, prezența omului fiind dovedită printr-o serie de descoperiri arheologice ce constau în unelte din piatră cioplită. Pe Valea Râului Doamnei și pe Valea Rudii au fost descoperite două ciocane de piatră șlefuită și două săbii de metal. Aceste obiecte sunt expuse la Muzeul Județean Argeș. 
Pe Valea Rudii și la Tudoran s-au găsit carămizi romane, ceramică și o cheie romană.          
Comuna Domnești a evoluat datorită sporirii numărului de locuitori, de creșterea producției meșteșugărești și a schimbului de mărfuri. 
În primele decenii ale sec. XIII, în Domnești încep să pătrundă meseriași și negustori ardeleni, găsind aici condiții pentru desfășurarea activității lor. 
Existența unui număr mare de meșteșugari cojocari, tăbăcari, șubari, blănari, lemnari, morari, măcelari, cismari, dogari, croitori și situarea comunei pe drumul de legătură  cu târgurile din sudul țării, a făcut ca această comună să se dezvolte și să devină un centru economic.    
Descoperirile arheologice făcute în 1979 de Muzeul Județean Argeș, au scos la iveală urmele unei case feudale, cunoscute sub numele de casele domnești ale lui Negru-Vodă și o Biserică domnească.
După întemeierea Țării Românești, istoria comunei Domnești se poate vedea în cel mai vechi document, Hrisovul, scris la 1352 a lui Neculai Voievod Basarab, fiul lui Alexandru Basarab, prin care dă moșia din Bădești, mănăstirii din Câmpulung. Parte din aceasctă moșie era proprietatea locuitorilor din Domnești. 
Un alt document, datat la 4 aprilie 1532, care atestă vechimea comunei, este al lui Radu Vodă de la Afumați, care privește o întărire ce se dă peste mai multe sate, între care și Domnești.  
Documentul datat la 10 aprilie 1560, semnat de Petru Vodă, arată că satul și moșia Domnești au fost proprietatea lui Neagoe Basarab, care le-a cumpărat de la Văsâi din Stăncești cu 30.000 aspri. După Neagoe Basarab a devenit proprietar al satului și moșiei Domnești - Mănăstirea Curtea de Argeș, danie de la domnitor până la reformele lui Cuza din 1864.  
În 1877, anul Războiului de Independență, în răndurile eroilor cazuți și-au înscris numele peste 32 de bărbați din localitate.   
Invățătorul din Mușătești, Constantin Dobrescu-Argeș, înființează în anul 1881 ziarul Țăranul, care se tipărește ajutat de învățătorii din Domnești.
La sfârșitul secolului al XIX-lea, comuna făcea parte din plaiul Nucșoara al județului Muscel și era formată tot numai din satul de reședință. Funcționau acolo două biserici și o școală mixtă cu 119 elevi (dintre care 19 fete). Anuarul Socec din 1925 consemnează comuna ca reședință a plășii Râul Doamnei din același județ, având 3262 de locuitori în satele Domnești și Slănic. În 1931, satul Slănic s-a separat din nou, formând o comună de sine stătătoare.
În cele două campanii militare, 1941-1944 și 1944-1945 au participat 127 de militari din Domnești. 
În 1950, comuna a fost transferată raionului Curtea de Argeș din regiunea Argeș. În 1968, a trecut la județul Argeș.
Comuna a fost declarată stațiune climaterică la 26 februarie 1936, prin Decizia Ministerului Sănătății Publice Nr. 476/936, publicată în Monitorul Oficial Nr. 50/936.

## Monumente istorice

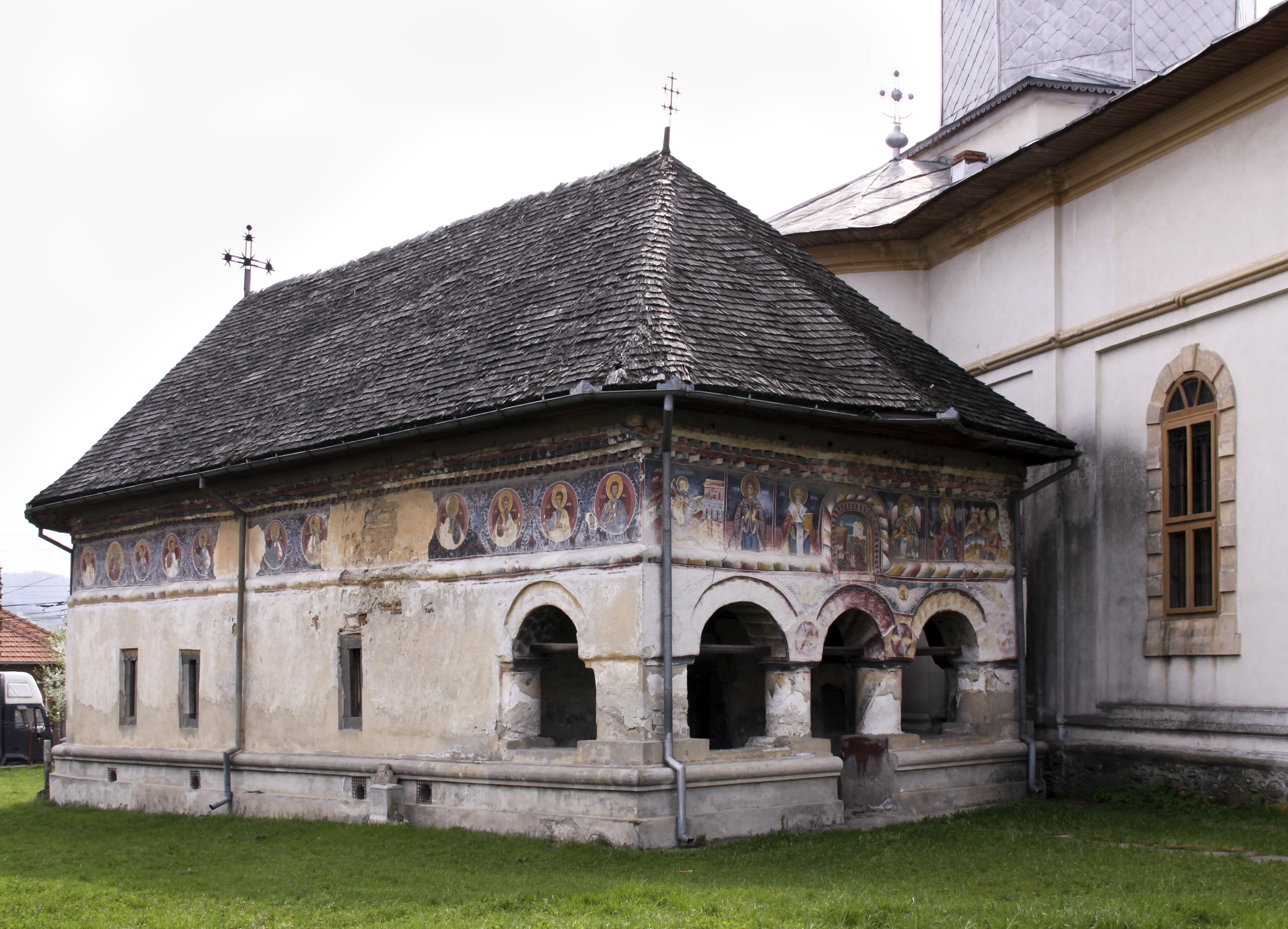
Biserica „Intrarea în Biserică a Maicii Domnului”, monument istoric

În comuna Domnești se află situl arheologic de interes național al curții boierești de la Domnești (secolul al XVI-lea), aflat la „Siliște”, la nord de șoseaua spre Câmpulung, sit alcătuit din ruinele unei biserici și cele ale unui zid de incintă. Tot de interes național este și monumentul memorial sau funerar reprezentat de o cruce de piatră aflată pe marginea sudică a drumului spre Slănic (1753), lângă o troiță de zid.
În rest, alte patru obiective din comună sunt incluse în lista monumentelor istorice din județul Argeș ca monumente de interes local, toate fiind clasificate ca monumente de arhitectură: casa Șuțu (1930, fosta primărie); casa Ion Hirică (1806); casa Felicia Proca (sfârșitul secolului al XIX-lea) și ansamblul bisericii „Intrarea în Biserică a Maicii Domnului” (1826–1831), alcătuit din biserica propriu-zisă, poarta de zid cu pictură murală și zidul de incintă.

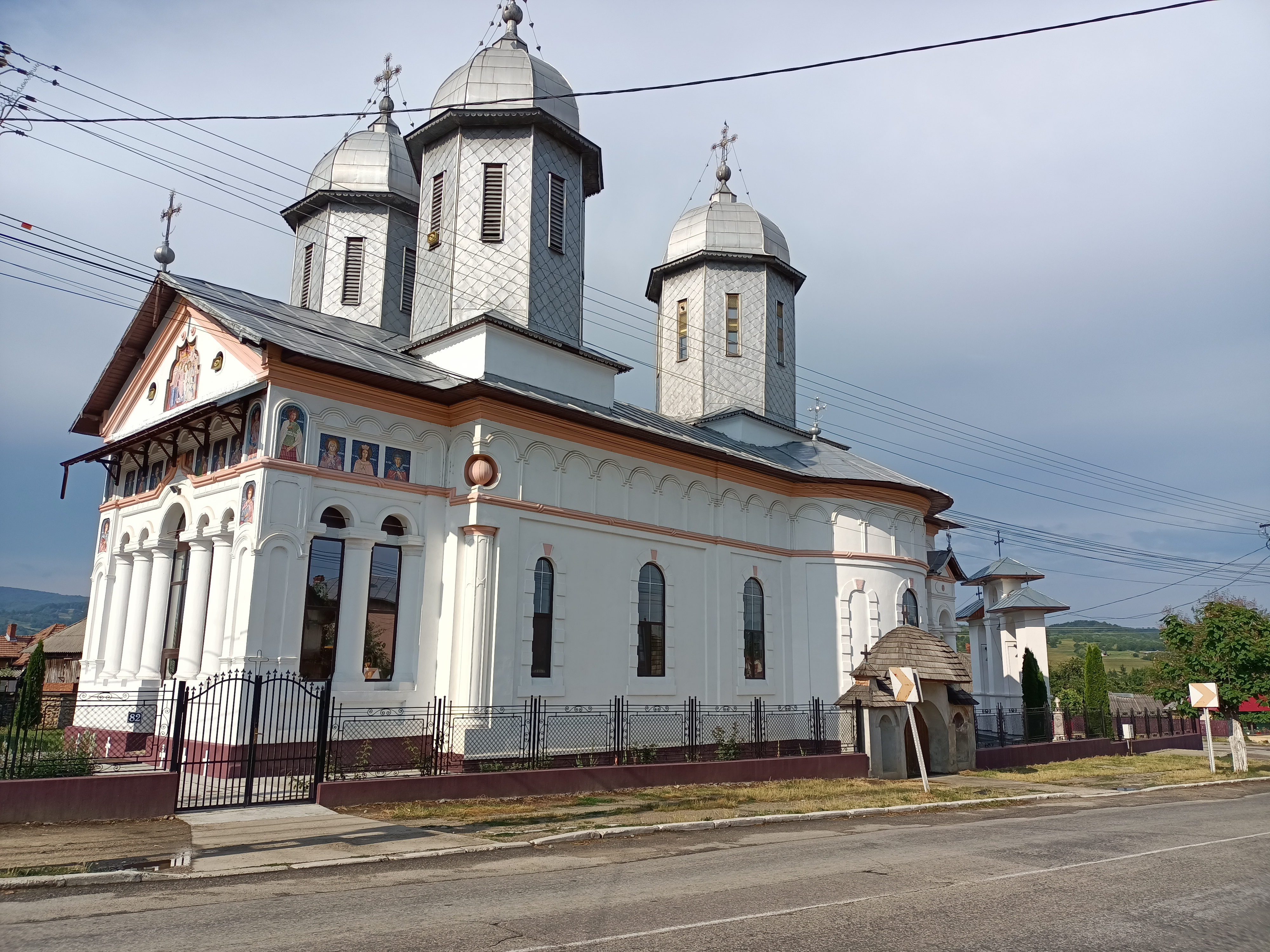
Biserica Domnești

În semn de prețuire, cetățenii comunei au înălțat în anul 1937, în inima comunei, Monumentul Eroilor din Domnești. Monunentul are simbol OMUL soldat.  

## Băile populare și activitatea Eforiei Doamna Basarab
Eforia "Doamna Basarab" a fost înființată în anul 1935, de către fruntașii comunei, cu scopul de a construi băii populare, a amenaja lumina electrică, a ajuta dezvoltarea comunei și a sănătății publice.  
Complexa activitate a Eforiei a dus la dezvoltarea comunei Domnești: construirea băilor de curățenie, cu apă caldă; comuna a fost declarată stațiune climaterică; s-a construit un pavilion nou la dispensar; s-a înființat încă o farmacie; s-a construit prima rețea electrică din comună; s-a înființat biblioteca centrală.

## Dezvoltare și infrastructură
Comuna Domnești dispune de un hotel și de 2 moteluri, deține un stadion de fotbal, secție de poliție, spital și dispensar, farmacii, 2 biserici mari, 2 grădinițe, o școală generală, un mic liceu (cu profilele: fizică-matematică,matematica-informatica, chimie-biologie și uman), un internat, o centrală telefonică automată, o Casă de cultură, bibliotecă, acces la satelit (televiziune prin cablu), discoteci și baruri.
În fiecare week-end se organizează un târg unde se comercializează în special produse agricole dar și bunuri de larg consum.
Curse regulate fac legătura între Domnești și orașele învecinate, aflate la 20–30 km distanță.
Singurul vecin direct al comunei Domnești este Pietroșani, în rest comuna este înconjurată de păduri sau zone agricole, în principal livezi (de mere) și pășuni.

## Muzeul de etnografie și artă populară
Muzeul a luat ființă în anul 1969, după ce prof.univ. dr. Petre Ionescu-Muscel, prof. Gicu Bășcănici, prof. Ion C. Hiru, primarul Petrică Avramescu și muzeograful Iulian Rizea au recuperat din sat obiecte ce reprezentau portul și ocupațiile domneștenilor. În septembrie 1939 s-a deschis o expoziție de cusături naționale sub auspiciile Euforiei Doamna Basarab, înființată de Petre Ionescu-Muscel. 
Muzeul este amplasat într-o clădire la marginea satului, pe șoseaua ce vine de la Câmpulung, în apropierea vilei Negulici. 
Expoziția cuprinde costume populare specifice zonei, costumul alb de mireasă, lada de zestre, marama țesută în fir de borangic, cămașa mocănească specifică păstorilor, fota albă de mireasă. 
O altă încăpere este rezervată uneltelor legate de ocupațiile tradiționale: păstoritul, pomicultura, prelucratul lemnului și industria casnică. 
Între uneltele industriei casnice sunt obiecte ce vor dispărea: sucala, vârtelnița, spata, pieptănii pentru lână, furcile de tors. 
O ultimă încăpere cuprinde chilimuri, plocade, leagân pentru copil, soba. În total, muzeul însumează peste 1000 de obiecte donate de locuitorii comunei.

## BibliotecaLuca Paul
Biblioteca comunei domnești, înființată la 25 noiembrie 1878, apare într-un raport pe care un revizor școlar îl înaintează  Ministrului Instrucțiunii Publice și Cultelor. Localitatea avea o bibliotecă proprie cu aproximativ 1000 de volume, iar bibliotecar este numit învățătorul Luca Paul. 
Fondul de carte crește prin donații și contribuția statului. Învățătorul Vasile Belizarie donează intreaga sa bibliotecă, iar fiul învățătorului Luca Paul donează bibliotecii publice suma de 2000 lei.  
În anul 1936 Euforia Doamna Basarab, preia biblioteca publică, schimbându-i numele în Biblioteca Centrală.  
În perioada 1973-1989, este cea mai neagră perioadă a bibliotecii. Prin desființarea normei de bibliotecar, interesul pentru bibliotecă scade.  
După 1989, activitatea bibliotecii reînvie treptat. Se completează fondul de carte prin achiziții și donații. Biblioteca beneficiază de un local propriu cu sală de lectură, sală de împrumut și depozit de carte. Fondul de carte depățește 15.000 de volume printre care 55 de titluti de carte rară.

## Corul Comunei Domnești
Din documentele scrise și din declarațiile unor foști membri ai corului, reiese că închegarea unui cor în comuna Domnești, datează mai înainte de 1890. În 1885, Constantin Dobrescu-Argeș din Mușătești, împreună cu Nicolae Hărăscu și Ion Stăncioiu, din Domnești, înființează societatea Școla Nouă în scopul educării culturale a membrilor comunității. La serbările societății cântă și corul popular ai cărui dirijori erau învățătorii Ion Stăncioiu, Nicolae Hănescu și Luca Paul. 
Din repertoriu enumerăm: Trei culori de Ciprian Porumbescu, Dulce Bucovină, Românește - așa a fost, Mult departe ești, Ardeal, Sus pe Argeș, pe la munți, Hora Unirii, Ana Lugojana, Cântec de dor, Pe-al nostru steag, Răsunetul Ardealului, Alunelul oltenesc, Somnoroase păsărele, Dunărea albastră, Mândra mea e musceleană, Suită musceleană, Răsunet de pe Argeș.
Din anul 1941, tradiția corală a comunei Domnești este preluată de profesorul Alfons Popescu. 
Unele reviste de peste hotare au popularizat activitatea corului din Domnești: Culturna - Bulgaria (1957), Ogoniok - URSS (1959, 1960), Deni Mira - URSS (1960), RadioTV - Elveția (1963)

## Etnografie

### Arhitectură locală
Cele mai vechi case erau formate dintr-o singură cameră, construite din bârne din lemn, învelite cu șiță. Lângă casă de găsea un grajd pentru animale. Ca material de construcție era folosit lemnul. Temelia din piatră a apărut târziu. Se foloseau bolovanii de râu. Bolovanii erau legați cu mortar de var și nisip. Cărămida, la construcții apărea foarte rar. Se foloseau și straturi alternative de cărămidă și piatră de râu.  
La sfârșitul secolului al 19-lea și începutul secolului 20 începe îmbinarea lemnului cu cărămida. Acoperișurile sunt formate din patru plase (ape), construite din lemn și acoperite cu șiță.  
Din punct de vedere al elevației (soclului, fundației), casele se împart în trei grupe:  
- case cu soclul înalt, care să permită parterului să aibe o dezvoltare mai mare ca plan;
- case cu soclul de înălțime mijlocie, care să permită doar intrarea în pivniță printr-o ușă plasată la fațadă;
- case cu soclul de înălțime mică, care se reduce la rolul de temelie izolatoare.

Prispa și sala sunt elemente importante în dezvoltarea locuinței. 
Treptat, modelele caselor au evoluat, numărul camerelor crescând mereu. Casa cu tindă, celar și odaie de locuit, era o casă puțin evoluată. 

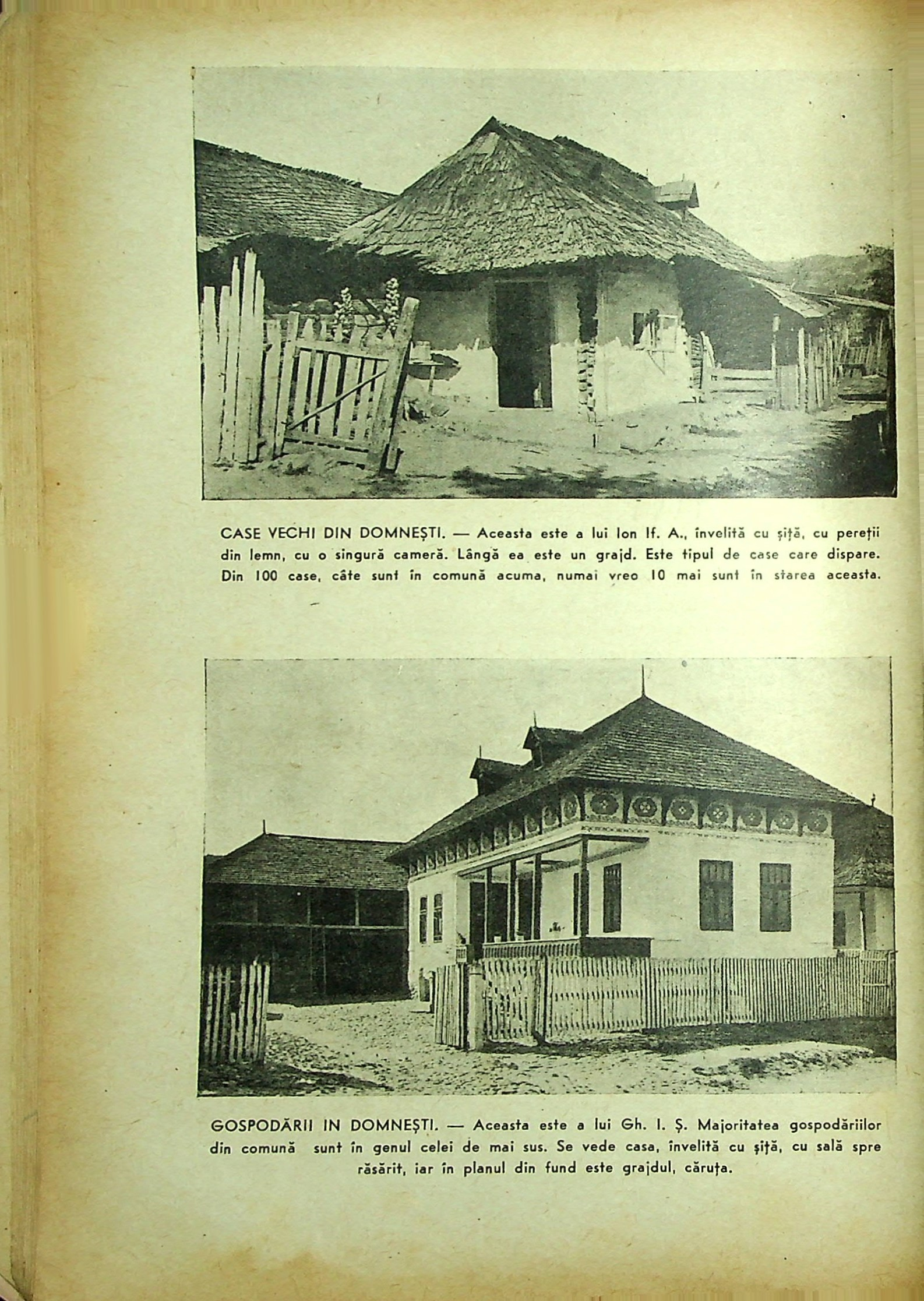
Case vechi din Domnești

Țesăturile din bumbac și lână au un rol important în decorarea casei. Între țesăturile obișnuite deosebim cele pentru decorarea interioară (pături, țoale, țelici pentru pat), chilimul, țesătura din lână în război, cu modele geometrice și florale și îmbrăcăminte (dimia pentru confecționarea hainelor).

### Obiceiuri
Nunta joacă un rol important în formarea unei noi căsnicii. După pețitul fetei, încep pregătirile de nuntă. 
Nunta începe de joi, când familia miresei duce hainele, mobila și tot ce este necesar pentru mobilarea noii locuințe a tinerilor. Vineri are loc chematul prin sat. Pe de o parte grupul băieților în frunte cu ginerele, pe de altă parte grupul fetelor împreună cu mireasa merg să invite fetele și flăcăii la petrecere. Seara băieții merg în pădure să aducă bradul pentru împodobirea porților la curțile mirelui, miresei și a nașilor. 
Sâmbătă seara are loc fedeleșul. Petrecerea pornește de la ginere. Duminică de dimineață fratele de ginere merge la mireasă cu pantofii cumpărați de ginere și are datoria să o încalțe. Mireasa îi dă în dar fratelui de ginere o batistă cusută. În acest timp are loc gătitul miresei. Înainte de a pleca la biserică are loc bărbieritul ginerelui, simbolizând părăsirea vieții de flăcău și încadrarea în rândul familiștilor. 
Nuntașii se îndreaptă spre nași, și împreună cu aceștia se îndreaptă spre mireasă. Nuntașii sunt întâmpinați de tatăl miresei. 
La plecare se cântă cântecul miresei. 
După oficierea căsătoriei, la casa mirilor se joacă hora miresii. Seara are loc petrecerea la care participă marea parte a satului. 
Sărbătoarea armindenului - 2 aprilie. Fiecare gospodar așează la porți crengi de stejar. Aceasta simbolizează redeșteptarea la viață a întregii naturi, începutul unei noi perioade de muncă la ogoare, o sărbătoare a primăverii. 
Rusaliile. Cu acest prilej satul era vizitat de o echipă de călușari. După ieșirea de la biserică, călușarii se adunau în centrul satului unde jucau și cântau. 
Șezătoarea. În serile de toamnă și iarnă, fetele și nevestele se strângeau într-o casă, unde lucrau împreună la torsul lânii, desfăcutul proumbului, cusături pentru nuntă. La șezătorile fetelor veneau și băieți care cântau din fluier sau caval.

### Jocuri populare
Sârba, sub diferitele forme: sârba șase, a opta, a fetelor, are o răspândire foarte largă. Fetele și băieții pornesc jocul în semicerc, cu brațele pe umeri, un flăcău conducând și altul încheind sârba. 
Brâul est cu pași alerți, mai iuți, mai săltăreți, cu bătăi ritmice după muzică. Mai sunt: alunelul, mânioasa, hora mare.

### Ieșirea la horă
Costumele vechi erau lucrate mai ales iarna, la lumina unei fofeze, apoi la lumina lămpii cu gaz, de către fete care se întreceau să aibe costume mai frumoase. 
În viața unei tinere, cel mai important lucru îl constituia pregătirea pentru ziua cand va ieși în lume, cand va întâlni fetele și flăcăi la hora satului. Pentru ziua în care ieșea la horă, fata se pregătea din timp, sub îndrumarea mamei și a bunicii. 
Pregătirea unei fete pentru a ieși la horă se referea la: 
- cunoașterea lucrului la: tors, război, ii, fote, pânză, cusut, împletit;
- cunoașterea unor treburi gospodărești în grădină, la câmp;
- învățatul de a se îmbrăca frumos în costum tradițional;
- învățarea jocurilor populare specifice: horă, sârbă, brâu, ungurească, sârba lui 22, romanul, alunelul;
- învățarea unor cântece

Ieșitul la horă se făcea de Paște, de Crăciun sau la alte sărbători de peste an. Ieșită la horă fata putea oricând să aștepte pețitori.

### Portul
Întâlnim în cea mai mare parte portul ciobănesc. Bărbații poartă pantaloni de dimie albă strânși pe picior (cioareci), cămașă albă din bumbac, care la gât și mâneci are cusute cu negru motive florale. Sunt încinși cu chimire. În picioare purtau opinci sau bocanci. Peste câmașă se poartă vestă din dimie, iar iarna haină groasă din lână, îmblănită cu piei de miel. Pe cap poartă pălărie mocănească, iarna căciulă de miel. 
Portul femeiesc se compune din fotă, ie, vestă, bete, maramă, Fota este dintr-o singură bucată, cusută în război în patru ițe. Iile se cos în culori închise. Pe cap femeile poartă marame țesute în fir subțire de borangic. Femeile se încing cu bete alese în concordanță cu culorile și modelele iei și ale fotei.

## Obiective turistice
Pe Valea Râului Doamnei s-a amenajat o bogată rețea de drumuri montane, care ușurează deplasare turiștilor dornici să admire frumusețile munților Făgăraș. În localitate se poate vizita expoziția permanentă de artă contemporană, Muzeul de etnografie și artă populară, Biserica veche din 1828, declarată monumnent istoric, ruinele caselor domnești. 

### Itinerare turistice montane
Fiind un punct de plecare pentru drumeții în zonele alpine, turiștii au posibilitatea unor excursii pe Valea Râului Doamnei, în munții Făgăraș: Drăghina, Brătila, Zârna. Se poate ajunge la lacul de acumulare de la Baciu. 
Valea Rea este una dintre cele mai pitorești văi, ce ne poate duce spre înălțimile Făgărașului.

## Târgul duminical din Domnești
Târgul duminical din Domnești a fost înființat la 13 august 1936, la inițiativa locuitorilor prin Petre Ionescu-Muscel, pentru care s-a construit piața comunală. 
În acest târg își desfac produsele organizațiile economice și producătorii individuali. Se desfac produse ca: brânzeturi, zarzavaturi, legume, fructe, costume naționale, cusături.

## Personalități

### Petre Ionescu-Muscel, prof. univ. dr.
În anul 1901, în casa preotului Nicolae Ionescu, s-a născut unul din cei 10 copii, numindu-l Petre.
În clasa I la avut învățător pe Nicolae Hănescu, care i-a adâncit pasiunea pentru cunoașterea lumii interioare și exterioare. Continuă studiile la Câmpulung. 
La vârsta de 16 ani îl găsim funcționar la banca cu sediul pe Calea Victoriei. Urmează clasa a VII-a de liceu, la București. Urmează Facultatea de Drept în cadrul Universității București. Ministerul Învățământului italian îi oferă bursă de studii la Roma. Aici a audiat două conferințe ale marelui istoric Nicolae Iorga. A susținut examenul de doctorat la 16 iulie 1928, cu teza: Doctrina pozitivă penală, subiect încredințat de savantul criminolog Enrico Ferri.
Este numit membru corespondent al Giustizia Penale Italia, fiind invitat la Roma și Milano pentru a susține conferințe.
Întors în țară, publică Istoria dreptului penal român. La 28 de ani era doctor în drept și profesor universitar. 
Activitate științifică, numeroase studii publicate în reviste din țară și străinătate, precum și lucrările sale de bază: 
- Antropologia criminală a pozitivismului penal, 1929;
- Doctrina Pozitivă Penală, 1928;
- L uomo delinquente, 1929, sintetizarea operei lui Cesare Lombroso;
- Enrico Ferri - profesorul și opera, 1929;
- Raffaele Garofalo, 1930;
- Sur le droit penal en Roumanie, 1929;
- Istoria dreptului penal român, 1931;
- Sociologia criminală, 1934;

Apar studii în Italia, Belgia, Spania, America. 
Cel mai renumit domneșan a realizat în comuna sa, în perioada interbelică, obiective ce au ridicat standardele de civilizație a locuitorilor, dintre care amintim: piața comunală, băi comunale, spital, dispensar, declararea comunei stațiune climaterică, înființarea Societății Culturale Euforia Doamna Basarab, construirea podului peste râul Doamnei, fântâni model, arc de triunf, amenajarea de parcuri luminate, trotuare cu pavaje, chioșcuri din lemn pentru comerț, Muzeul de etnografie și folclor. 
A fost prefect al județului Muscel, în perioada guvernării liberale.
După război, în 1952, i se ia catedra și este trimis la fabrica textilă, ca muncitor. 
A murit la 18 decembrie 1972.

### Luca Paul, învățător
Una dintre personalitățile de marcă ale comunei Domnești este învățătorul Luca Paul. A fost fiul preotului Niță și frate cu preotul Nicolae, tatăl prof. univ. dr. Petre Ionescu-Muscel. 
S-a născut la 29 iunie 1864 într-o familie în care se citeau ziare, cărți, poezii ale fraților Văcărești și ale poeților din generația pașoptistă.  
A fost numit învățător la Domnești în 1883. În 1886, împreună cu învățătorii I. Stăncoiu și Moise Moisescu, înființează prima Societate economică din România numită Frația. În 1887, înființează Societatea culturală Școala Nouă.  
În 1892 a înființat Societatea culturală Sfânta Treime, după ce înființase prima bibliotecă din mediul rural, la Domnești, unde se desfășurau conferințe, era un cinematograf, teatru și radio.  
În anul 1903 a mobilizat locuitorii comunei pentru construirea unui local pentru școală cu cinci clase, ce a fost inaugurat de Spiru Haret în 1904.
Pe lângă activitatea de catedră, a scris o serie de lucrări:   
1. Crâmpee de folklor și interesanta descriere în legătură cu satul Domnești, în Buletinul Geografic al României și în ziarul România, 1885;
2. Sfatul Bunichii și Sofronie, 1903;
3. Sfada satului cu învățătorul, 1904;
4. Carte de Cetire, curs primar (1904-1912);
5. Carte de învățături și îndrumări cooperatiste (1920 - 1927);
6. Călăuza cooperatorului (1922 - 1927);
7. Duhul Păstrării.

A publicat numeroase articole în diverse reviste, printre care: Revista Asociației Generale a Învățătorilor din România, Curierul Cooperației Sătești, Curierul Cooperației Române, Cooperația Română, Curierul Băncilor Populare din România, Gazeta Cooperatorului, Furnica, Șezătoarea Satului.

## Imagini

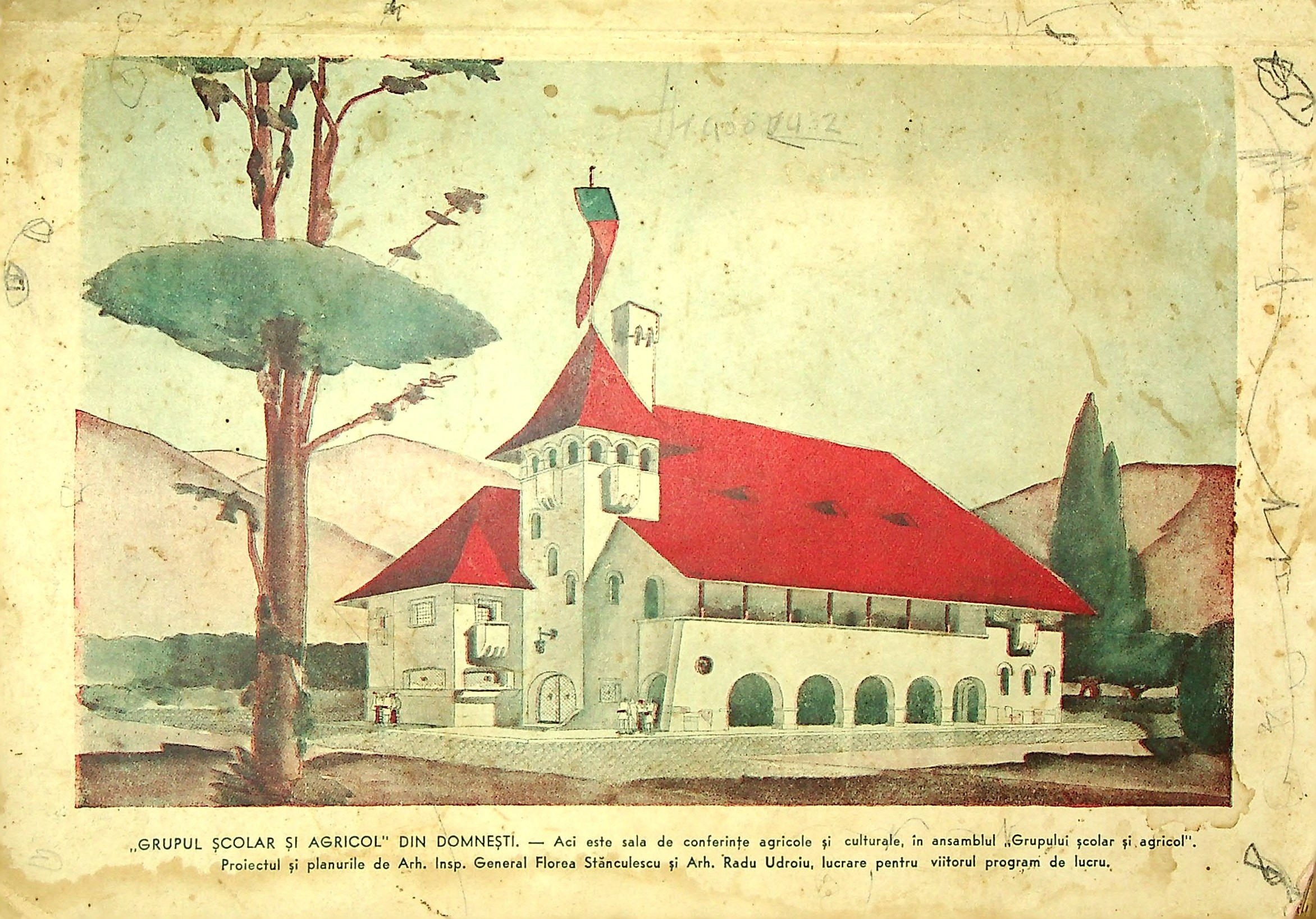
Grup Școlar și Agricol din Domnești

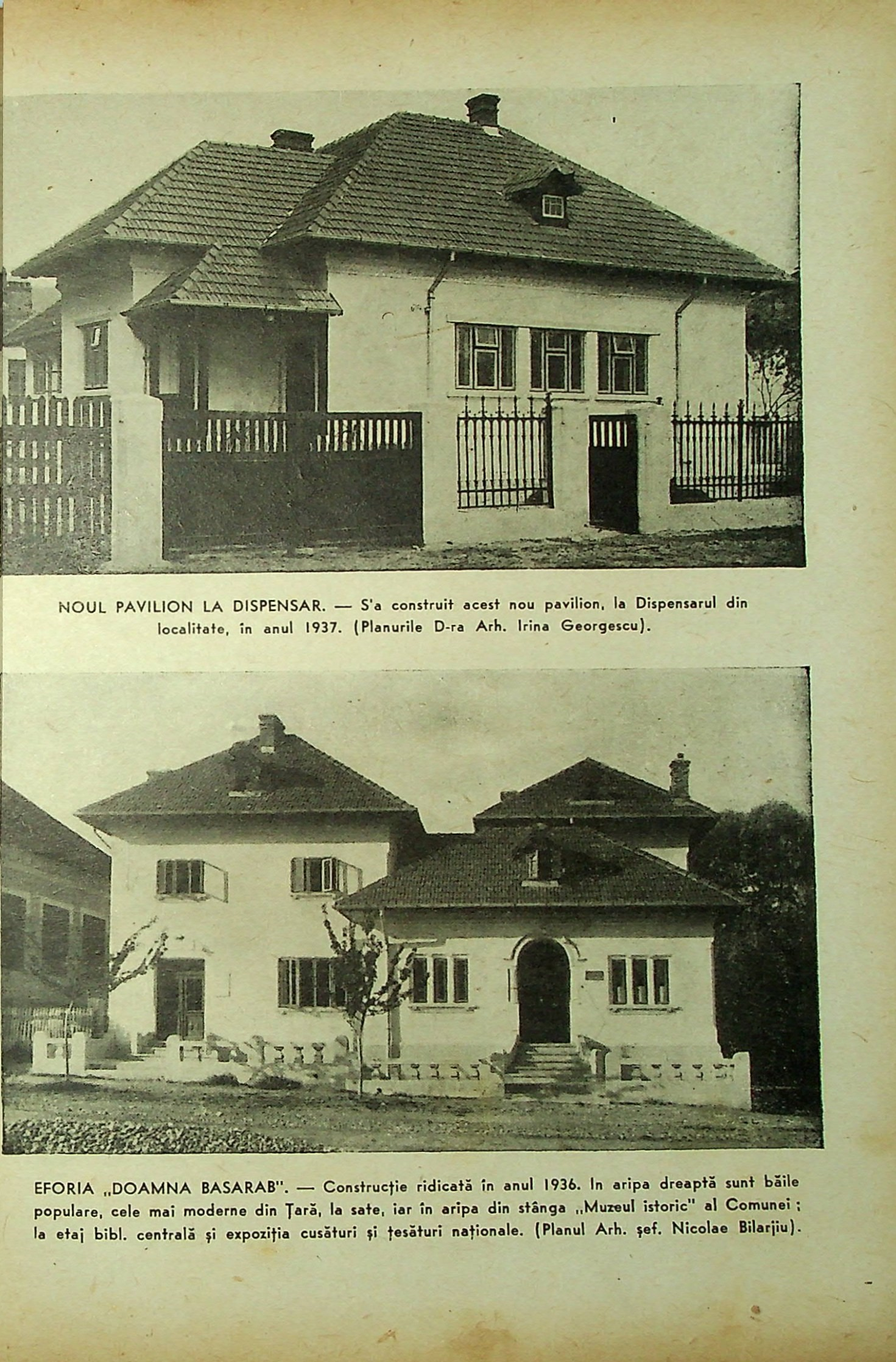
Eforia Doamna Basarab (1936)

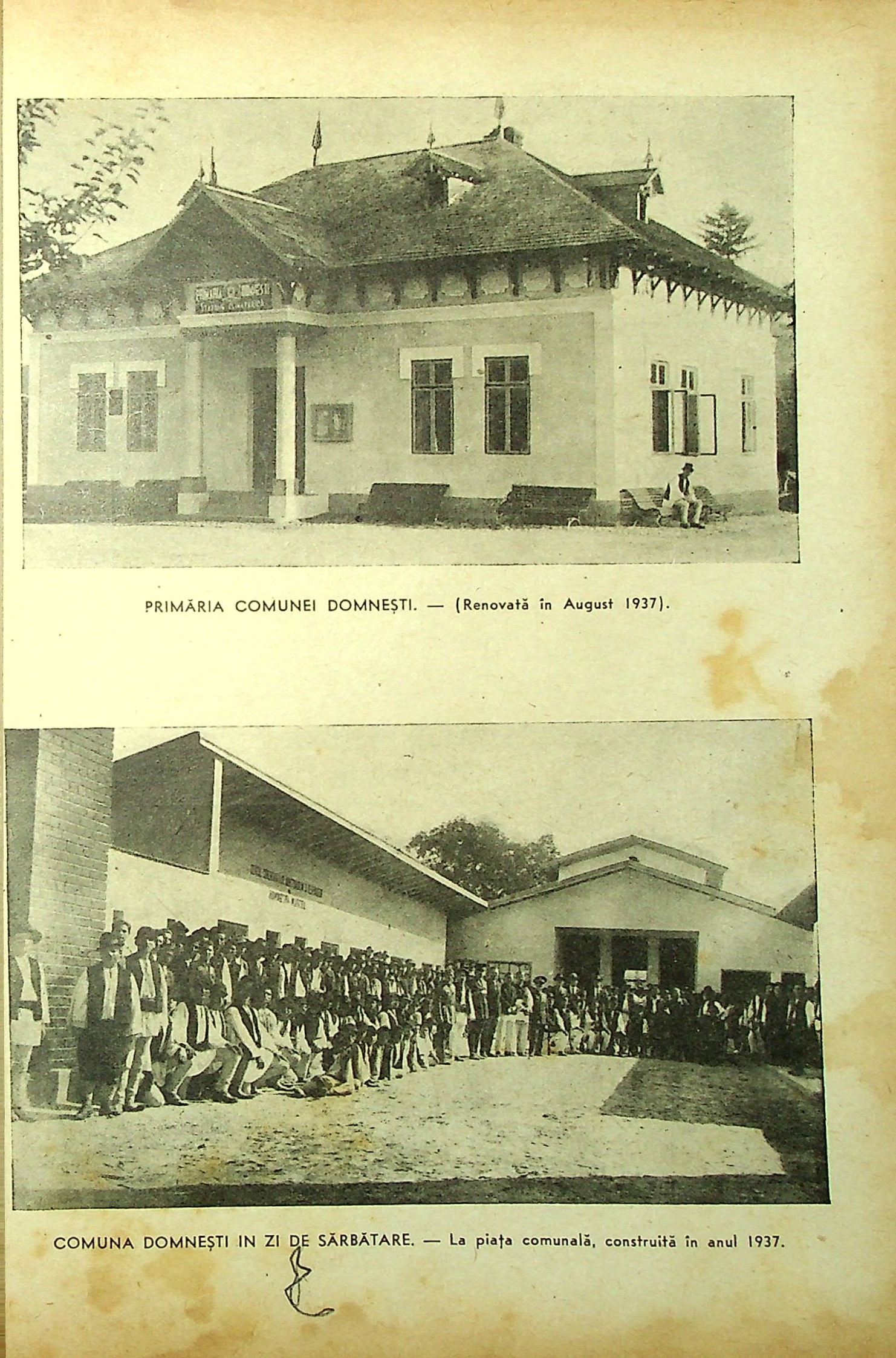
Primăria Comunei Domnești (1937)

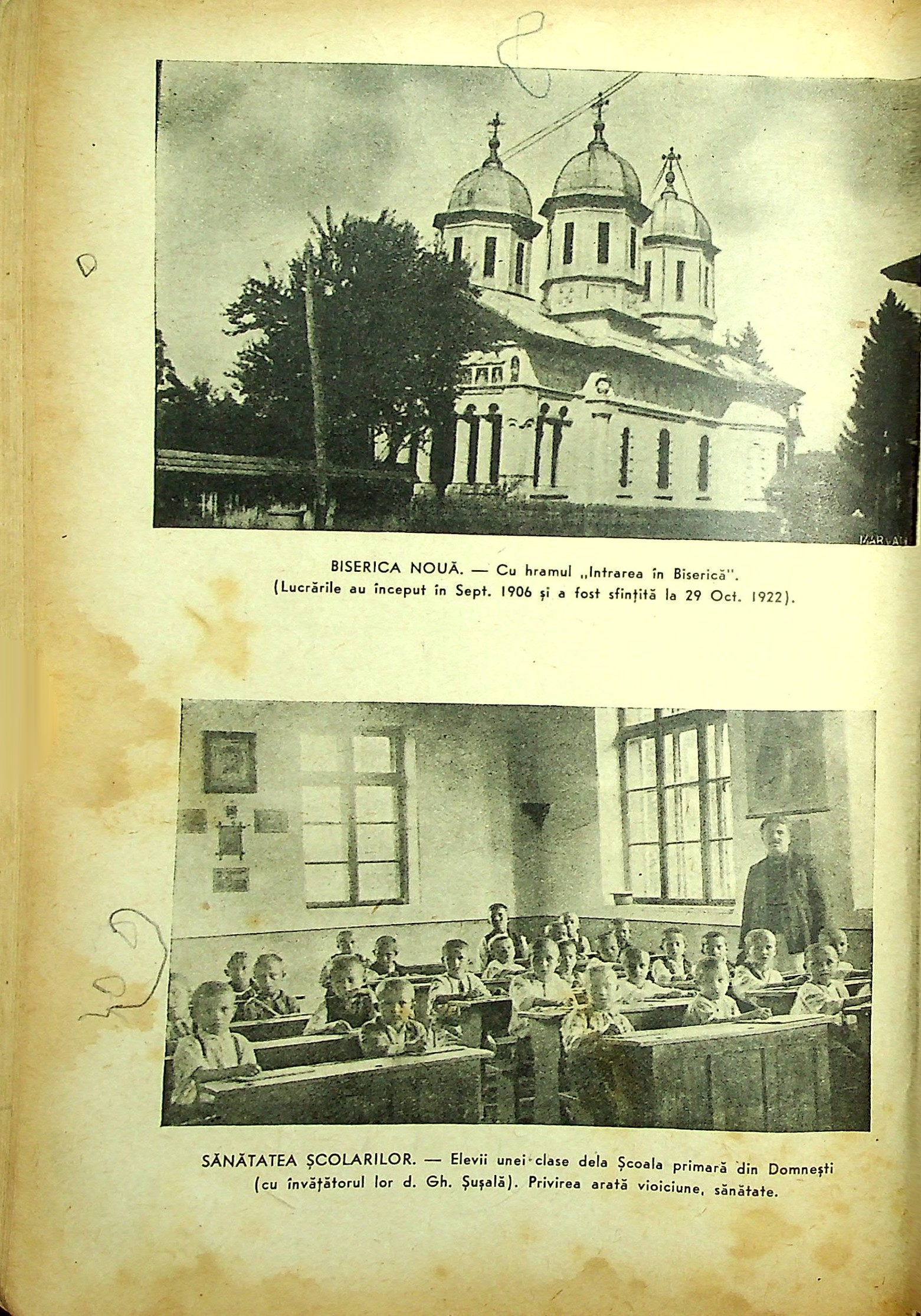
Biserica nouă (1922)

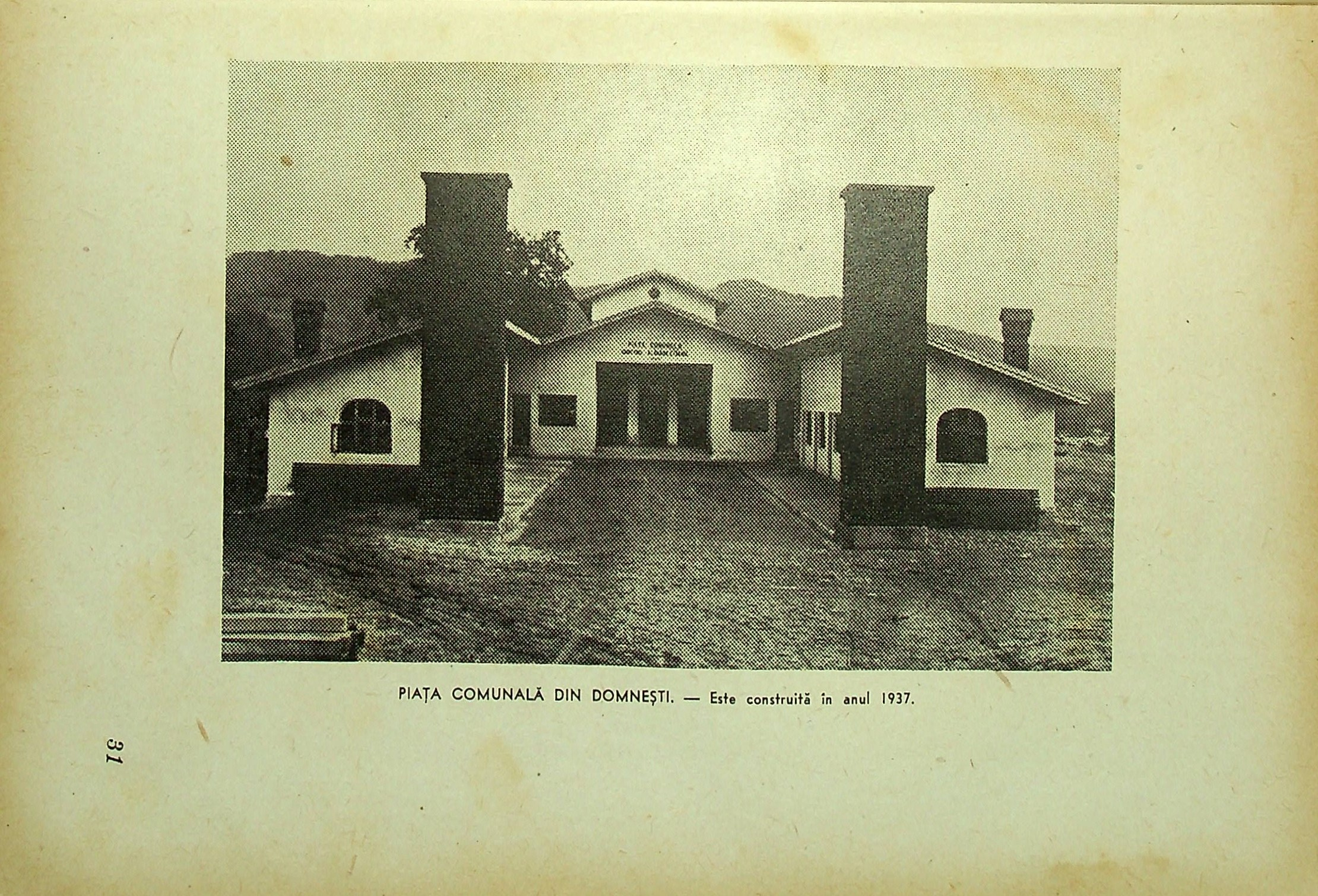
Piața comunală din Domnești

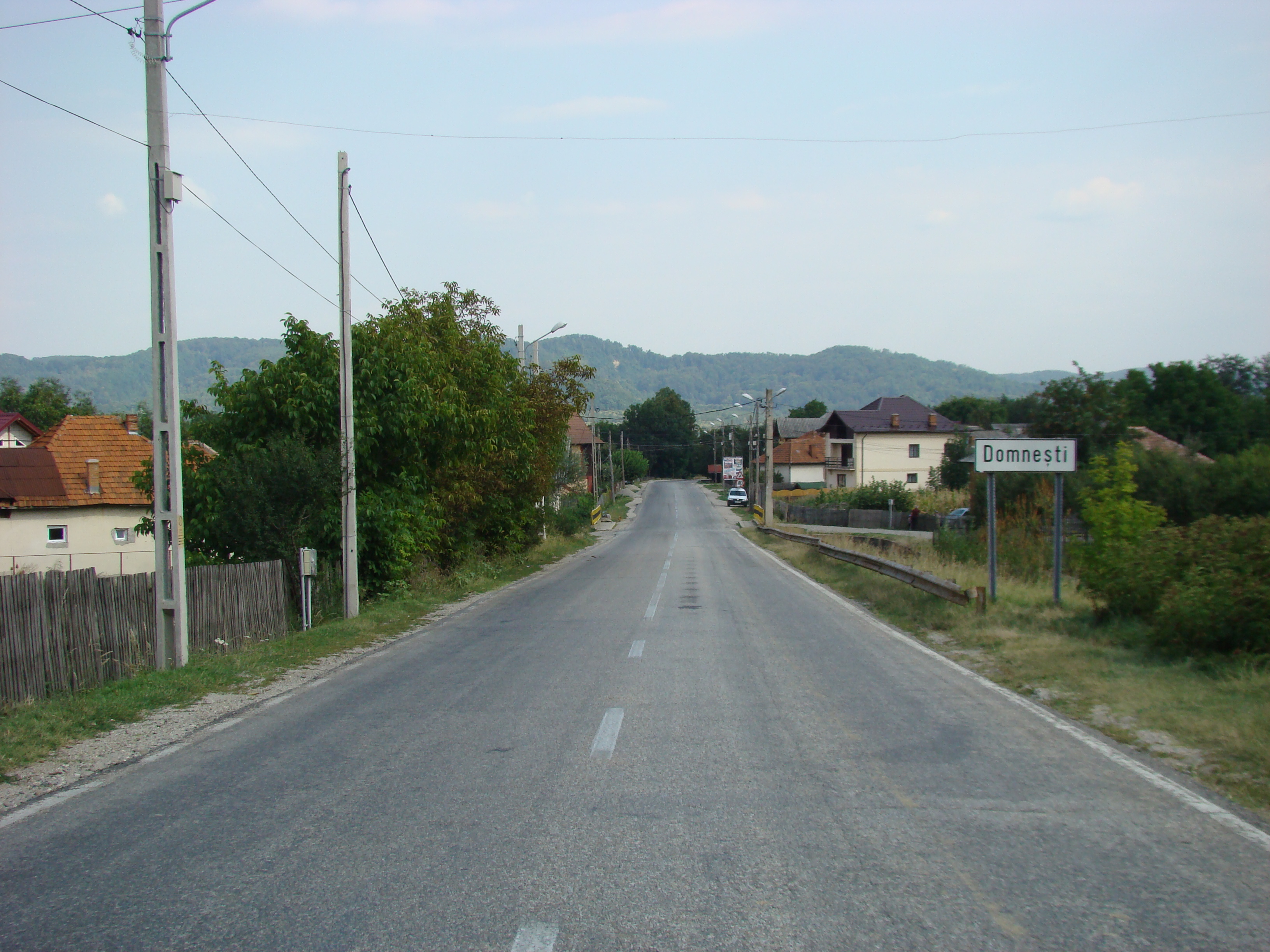
Intrarea în localitate
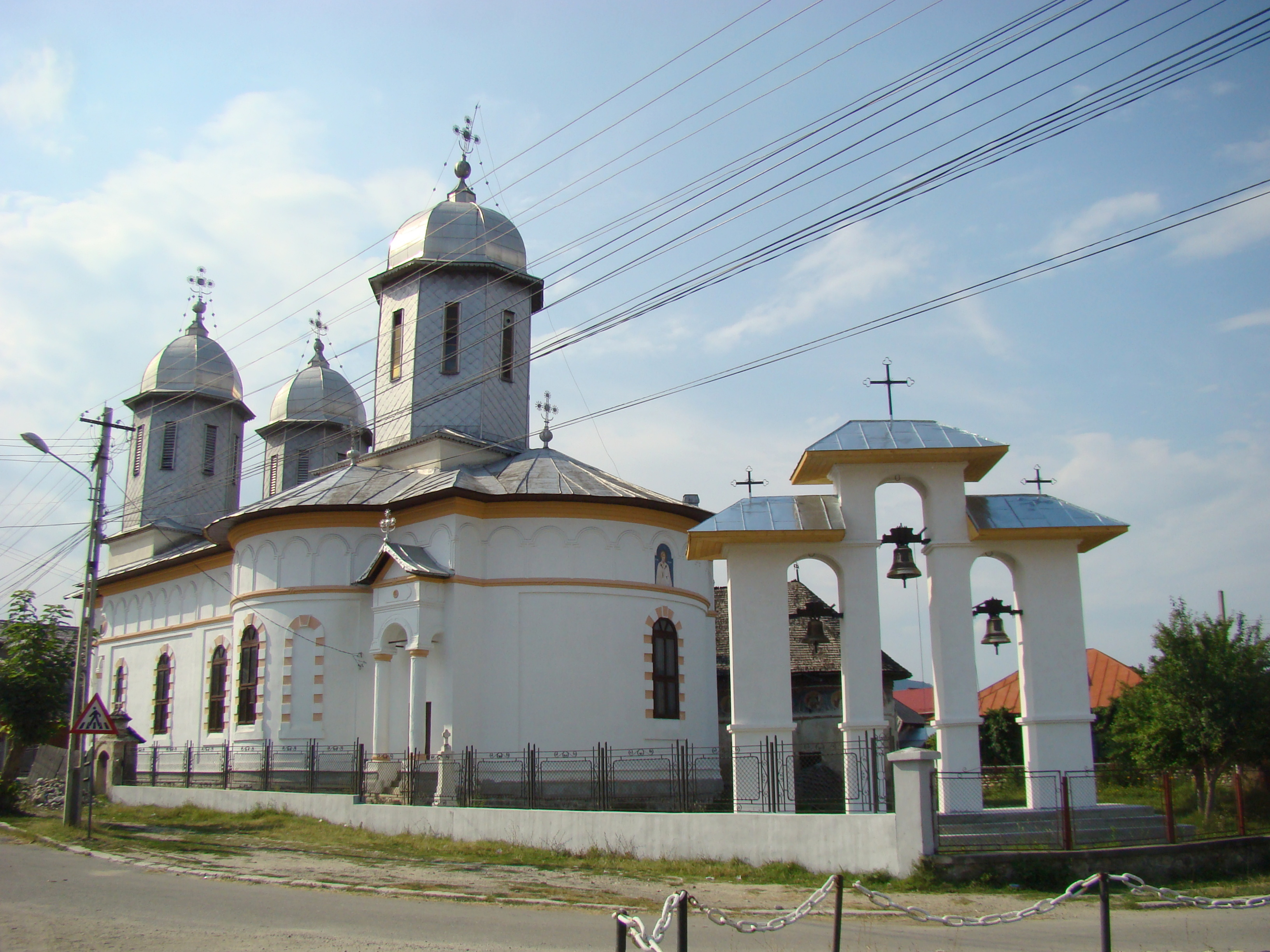
Biserica Vovidenia nouă din Domneștii de Sus
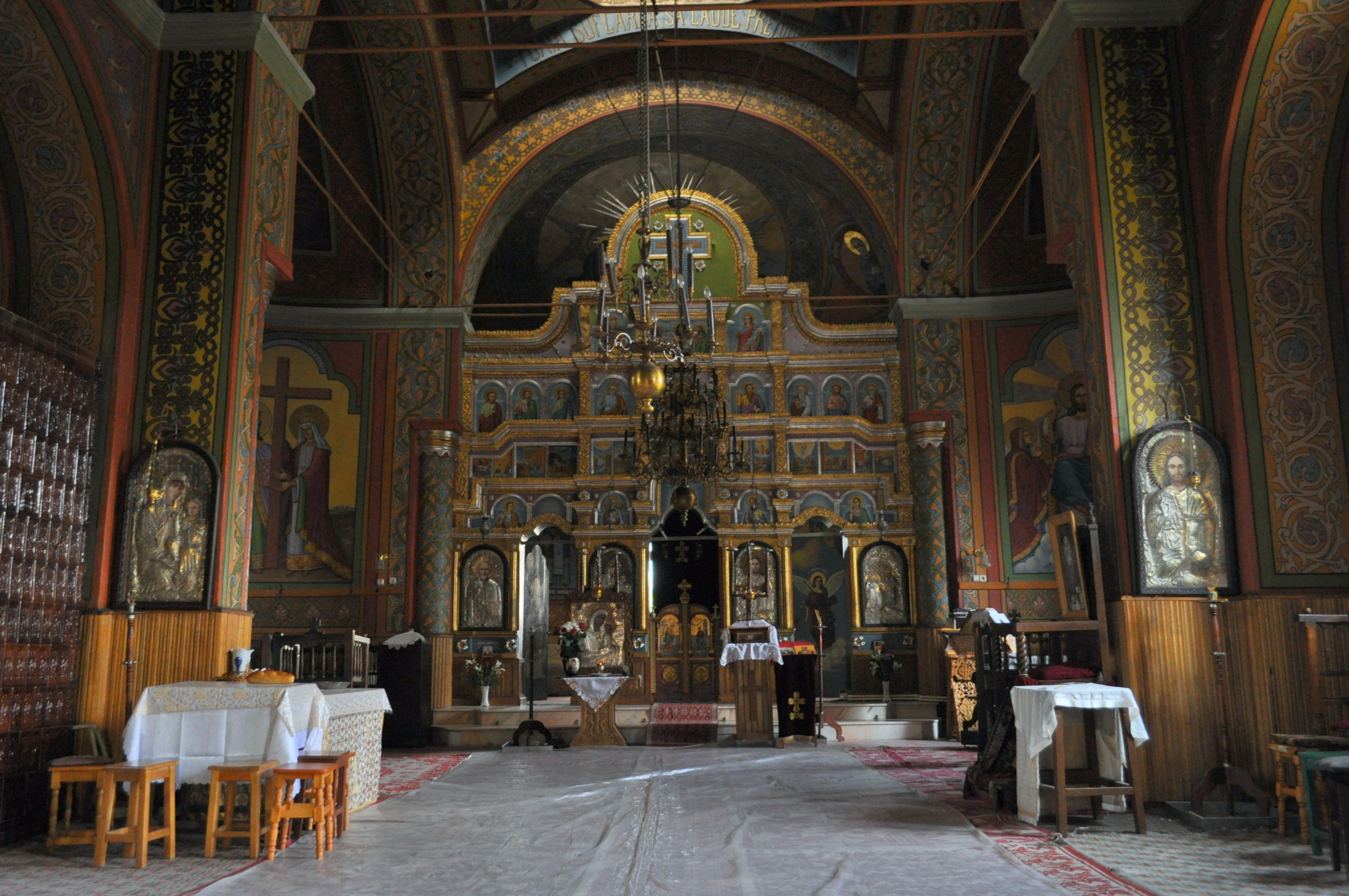
Biserica Vovidenia nouă din Domneștii de Sus
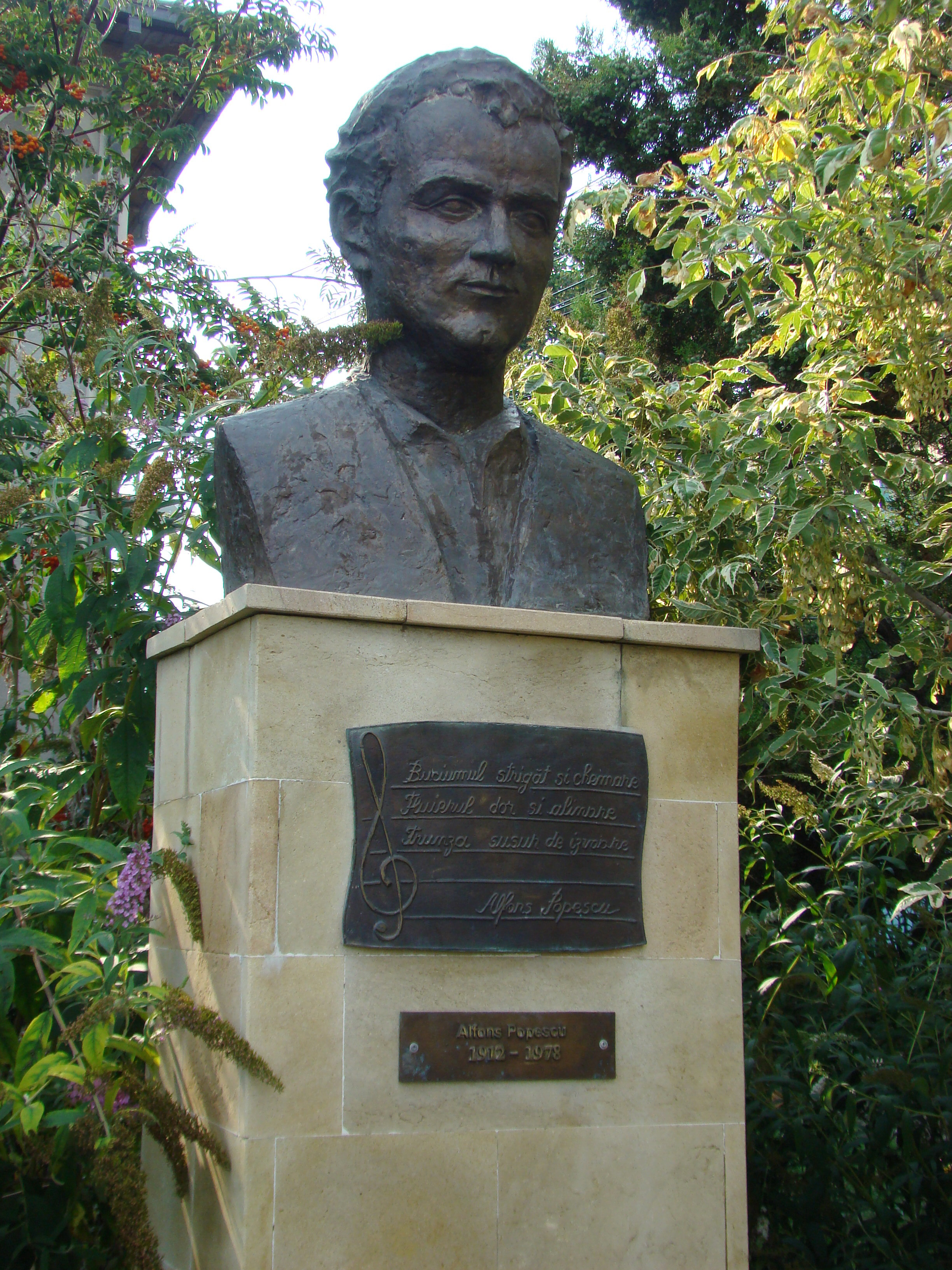
Bustul lui Alfons Popescu
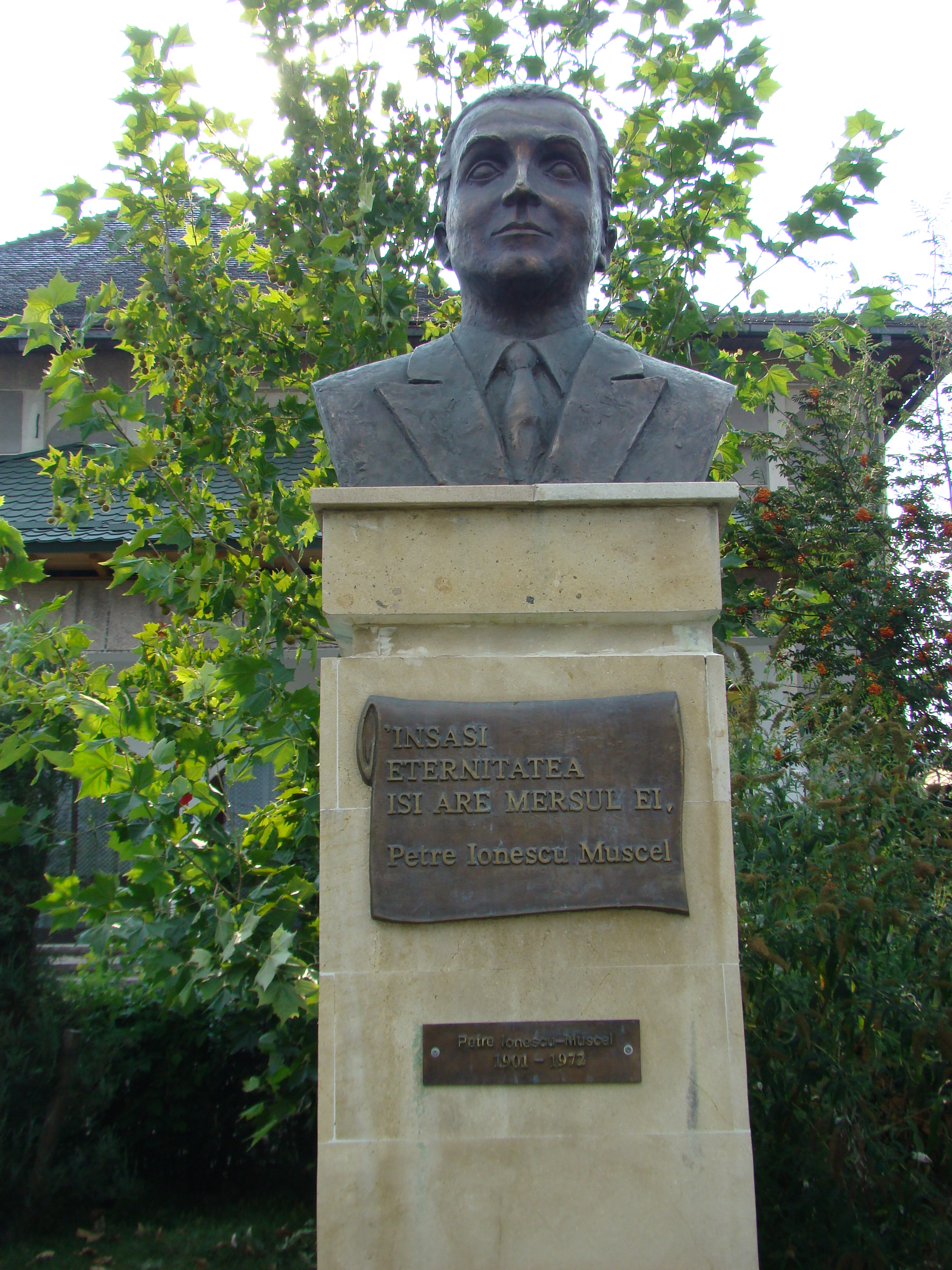
Bustul lui Petre Ionescu-Muscel
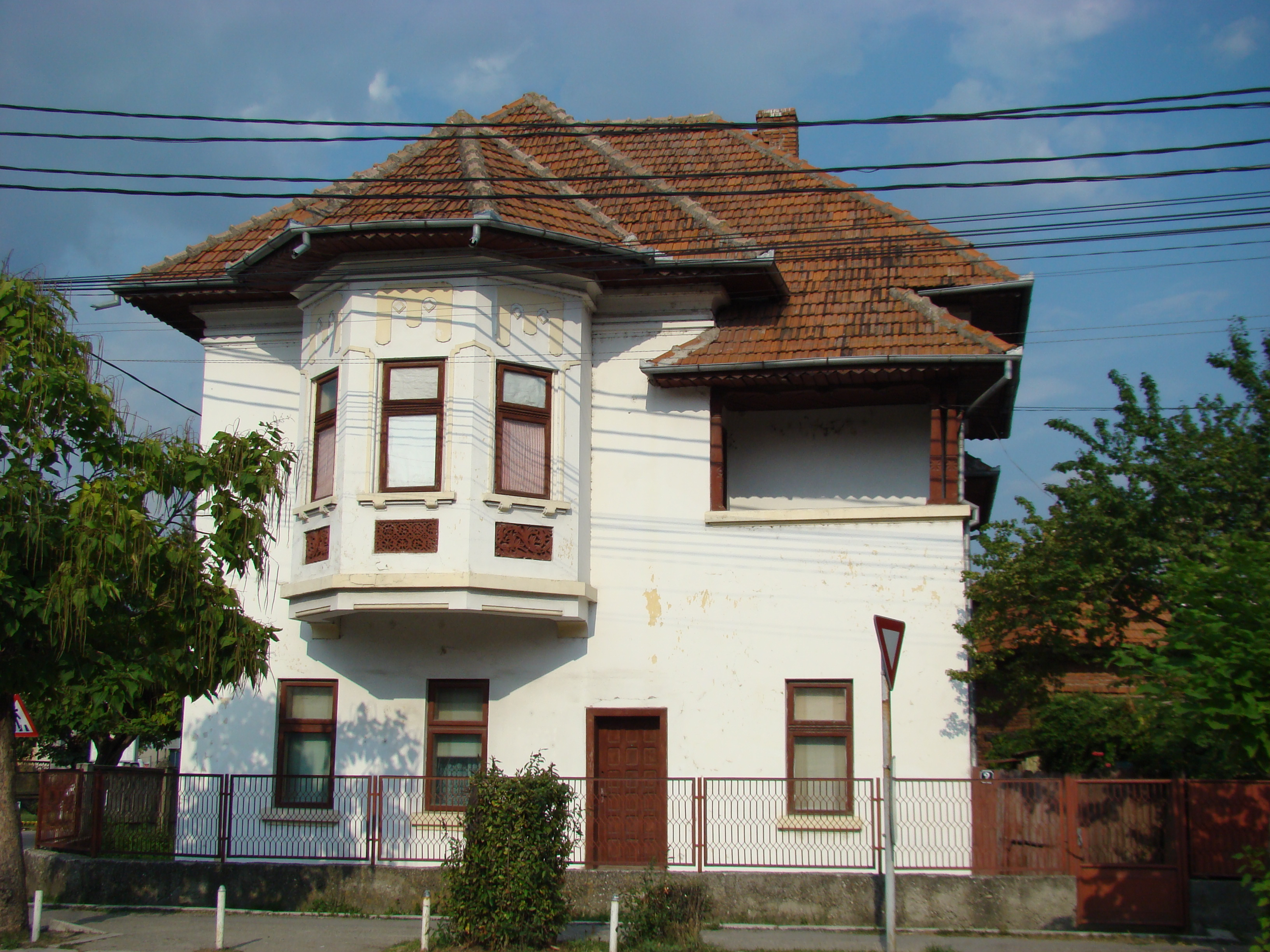
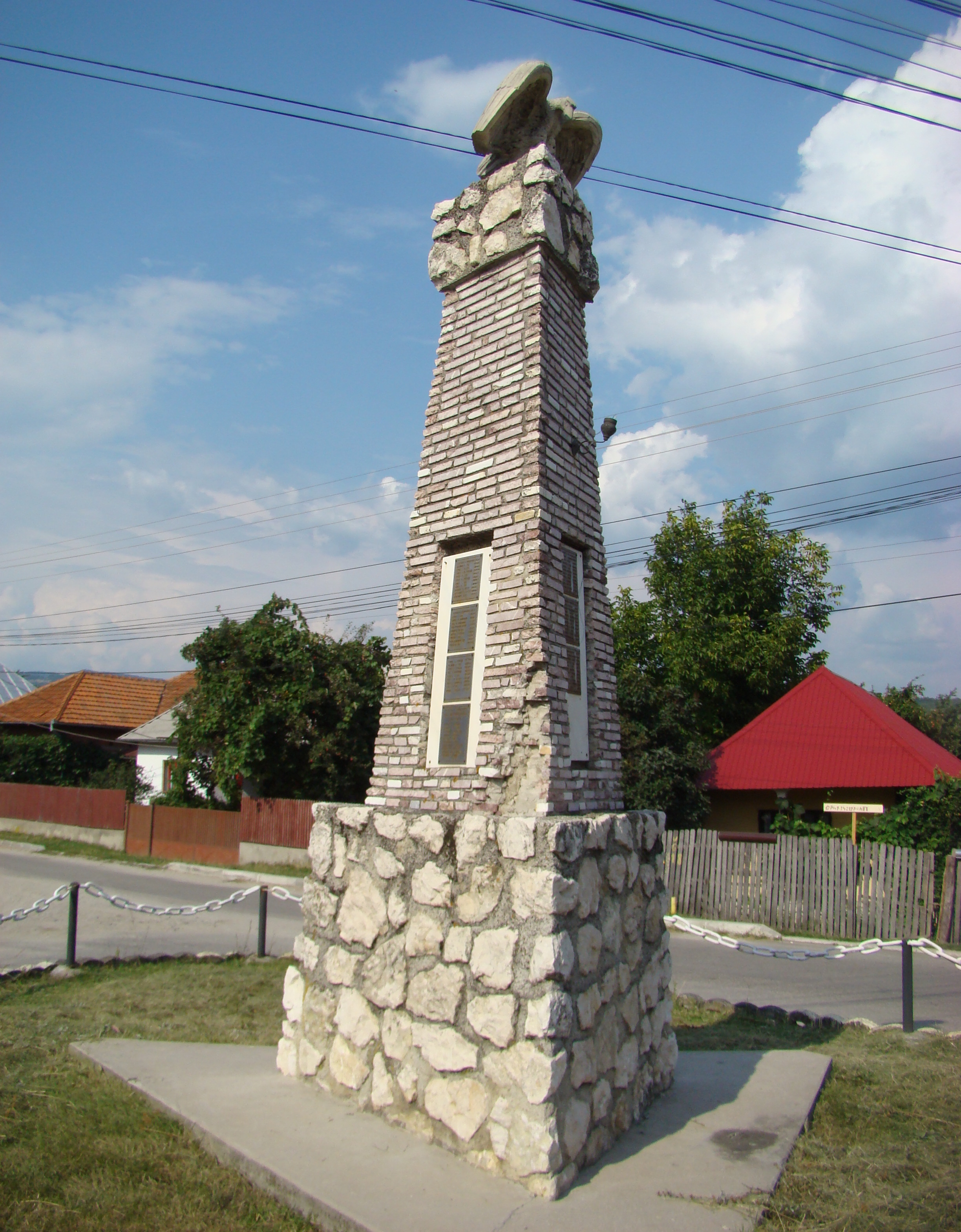
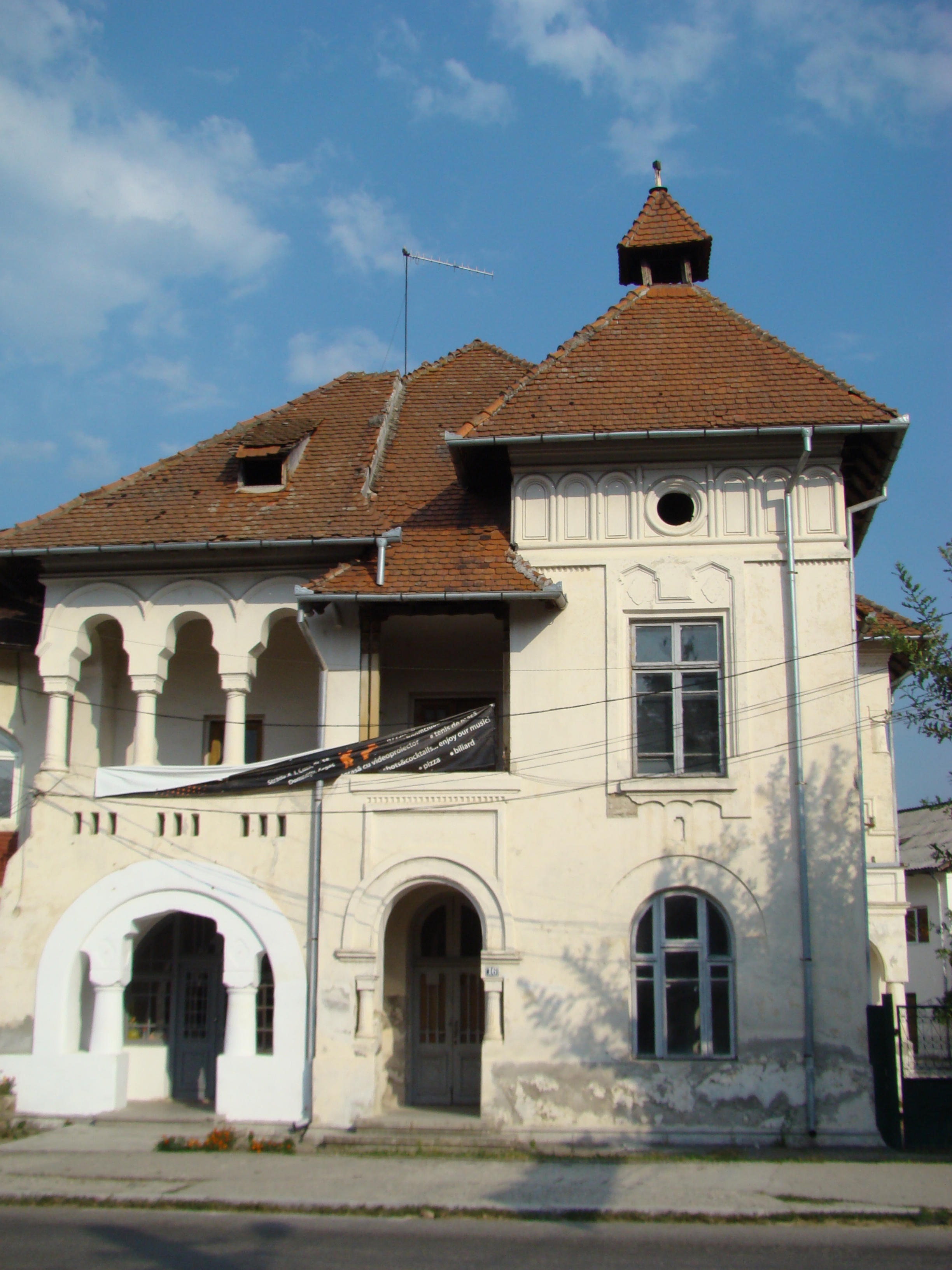
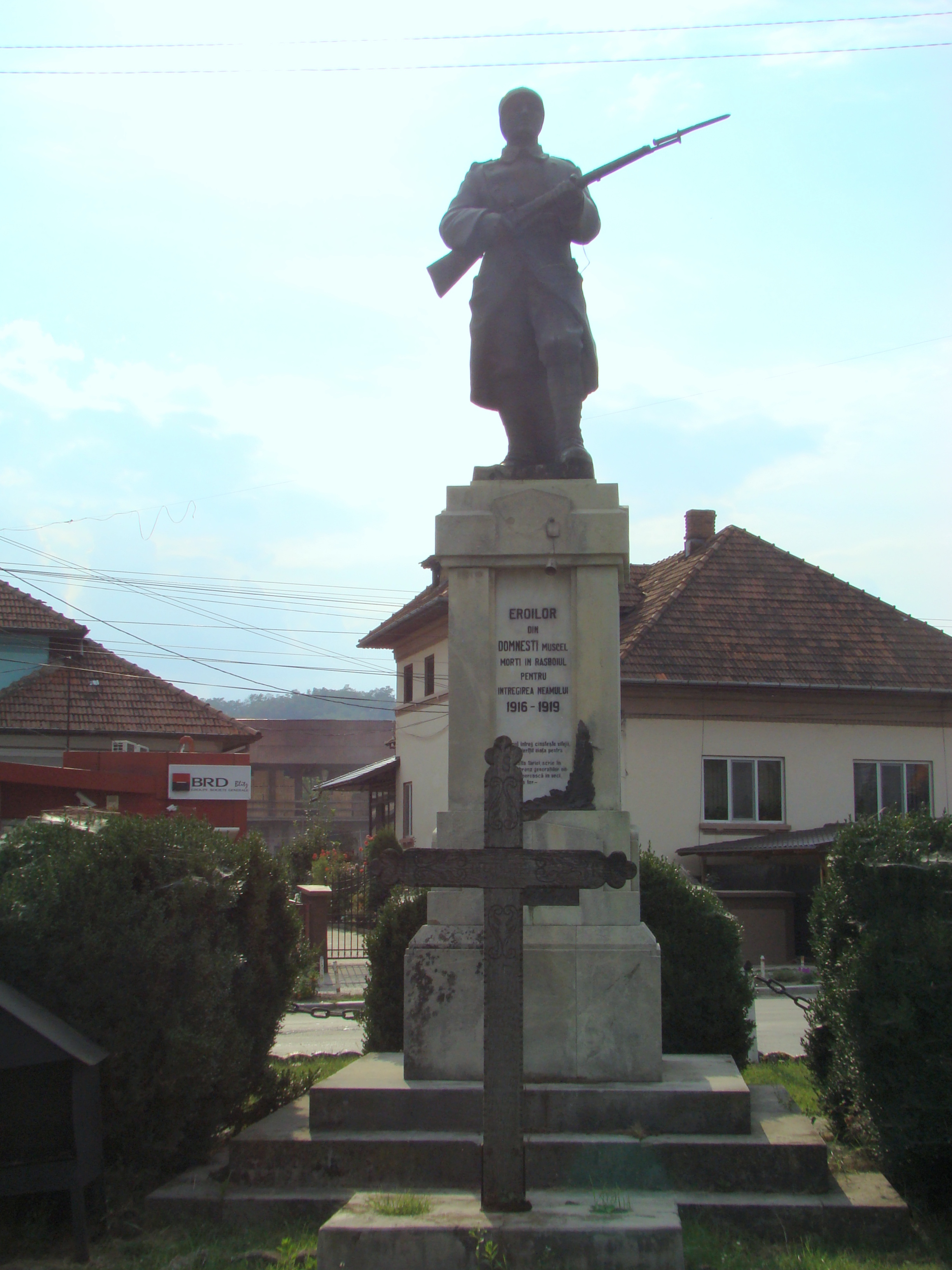
Monumentul Eroilor din Domneștii de Jos
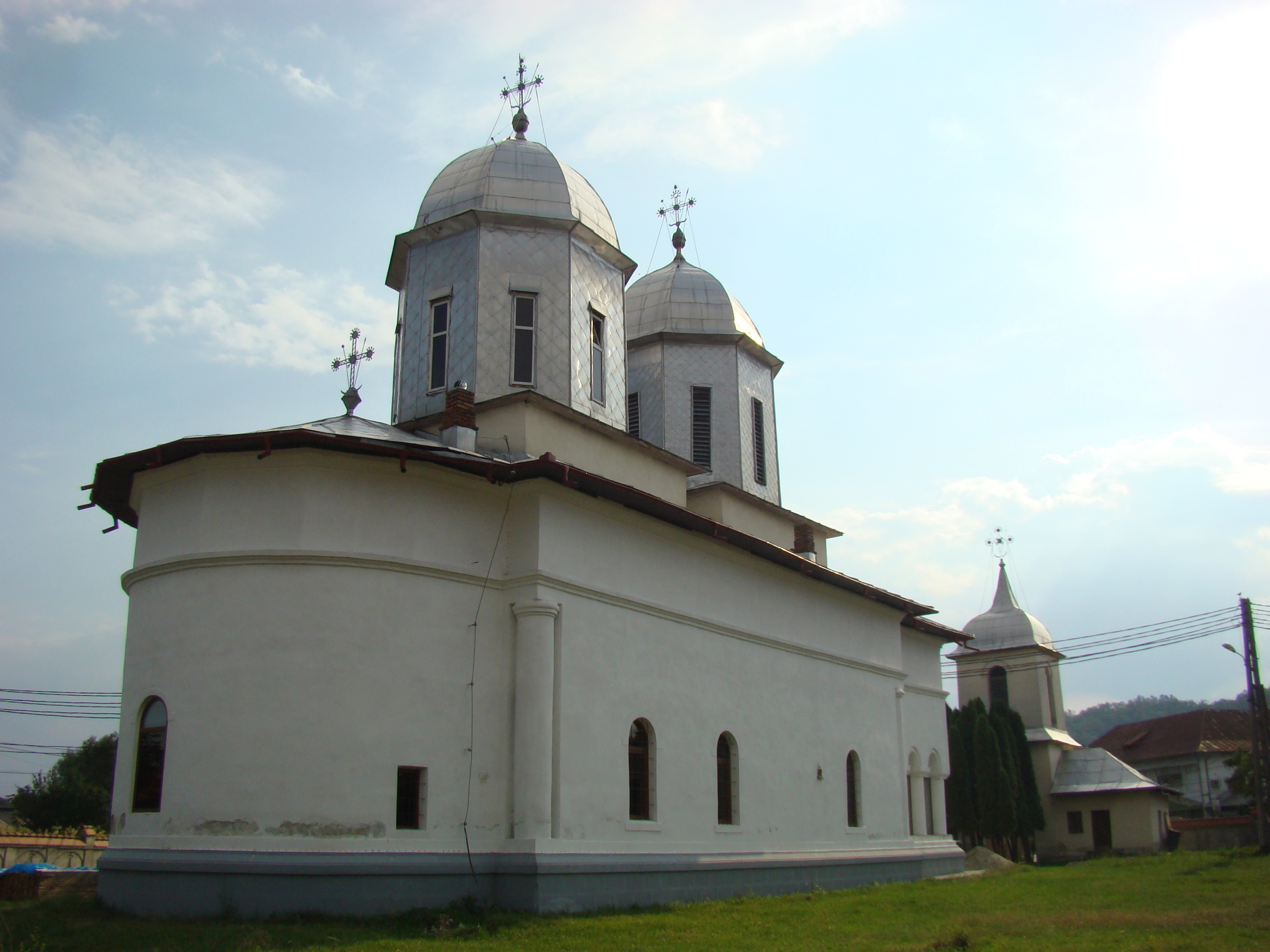
Biserica „Buna Vestire” din Domneștii de Jos
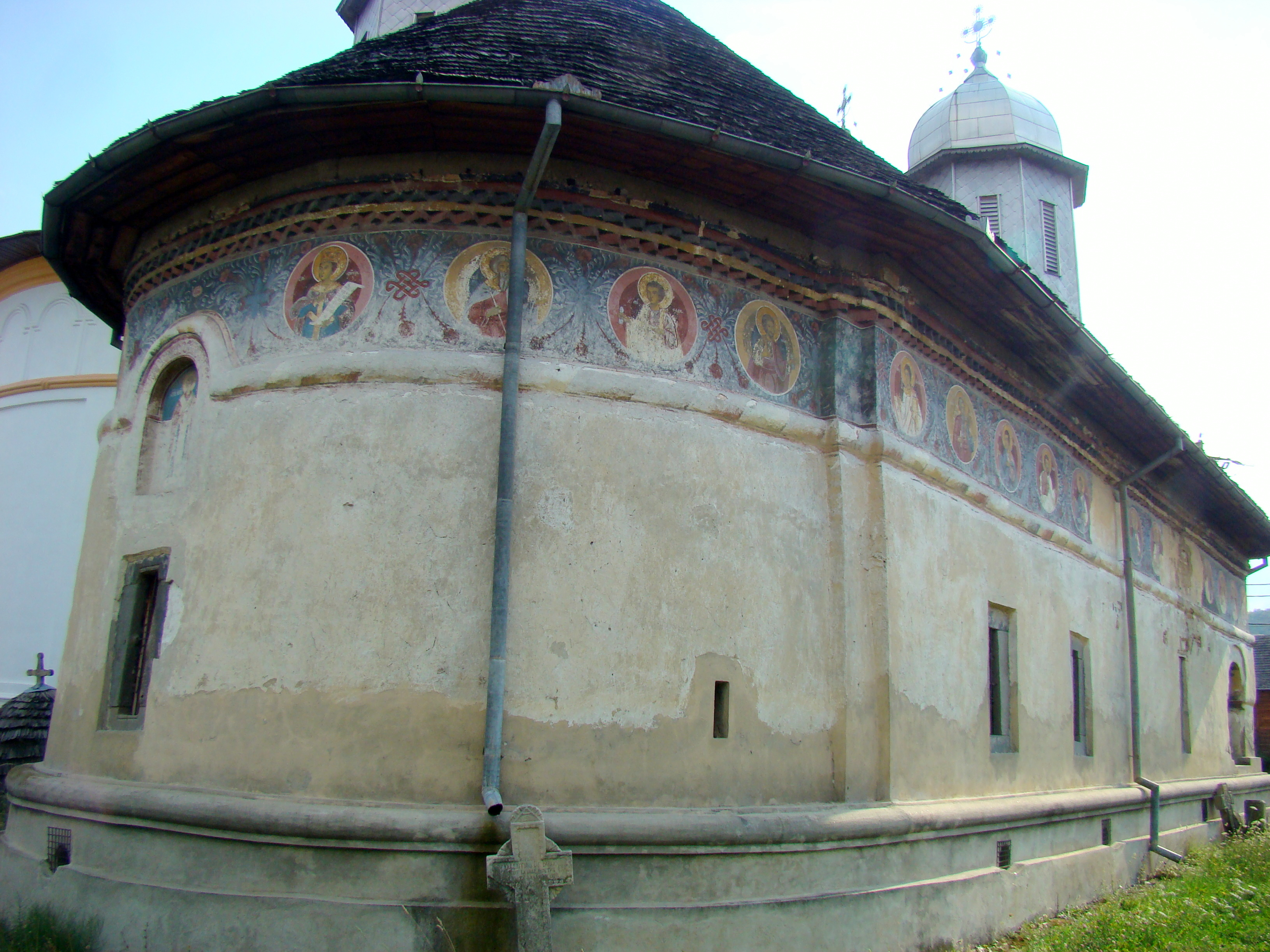
Biserica "Intrarea în Biserică a Maicii Domnului" - Domneștii de Sus
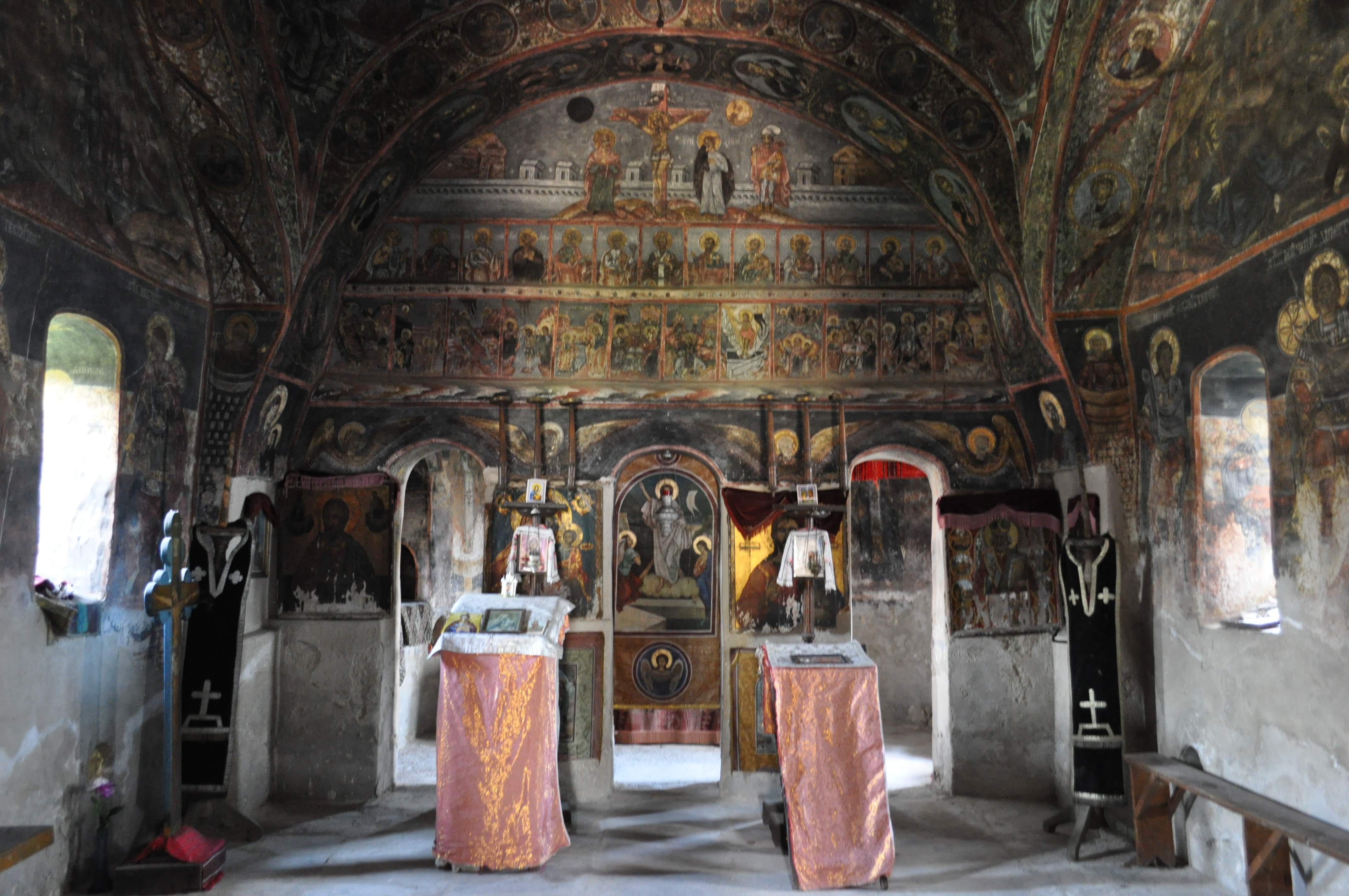
Biserica "Intrarea în Biserică a Maicii Domnului" - Domneștii de Sus
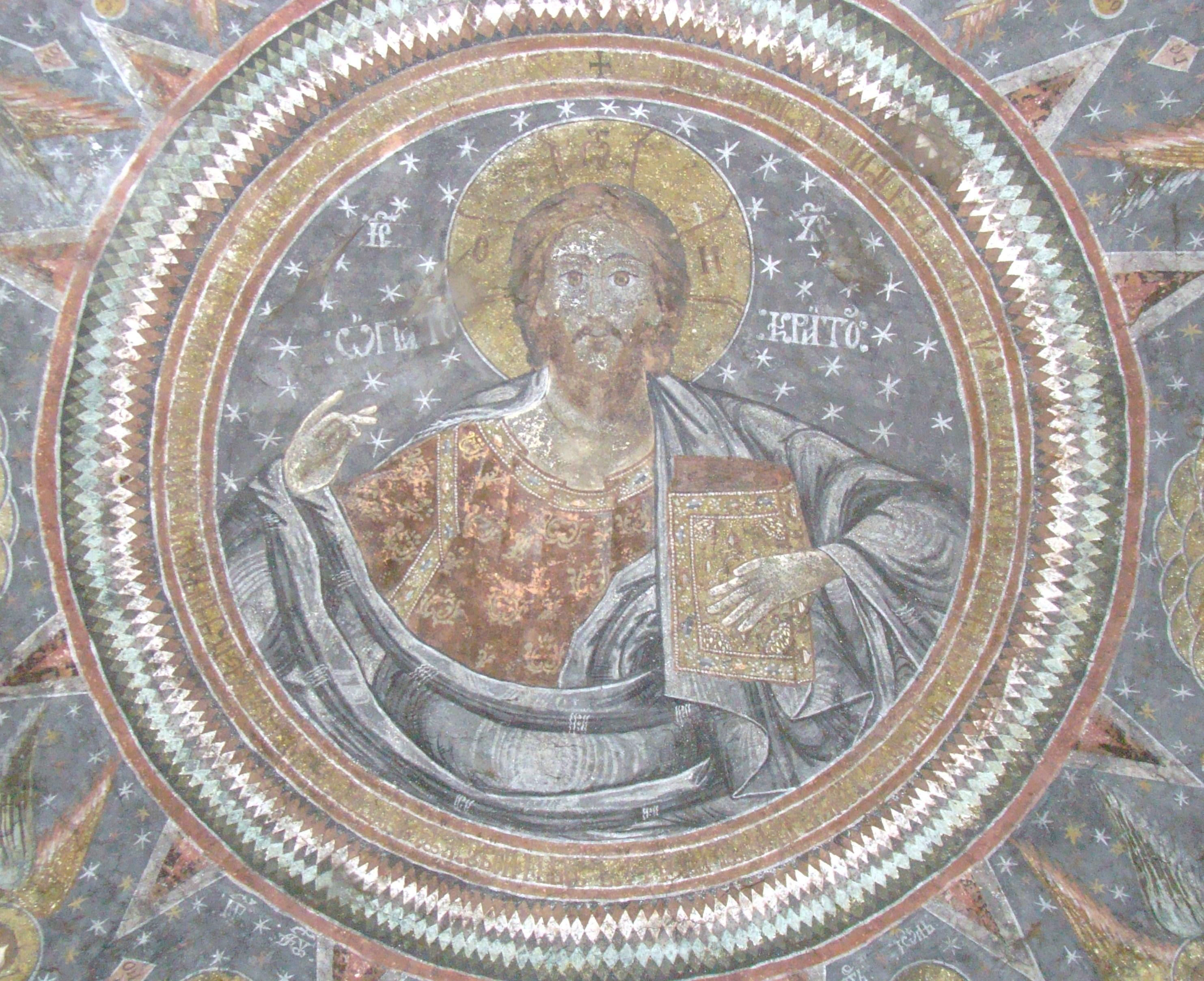
PantocratorBiserica " Întrarea în Biserică " (1906-1922)
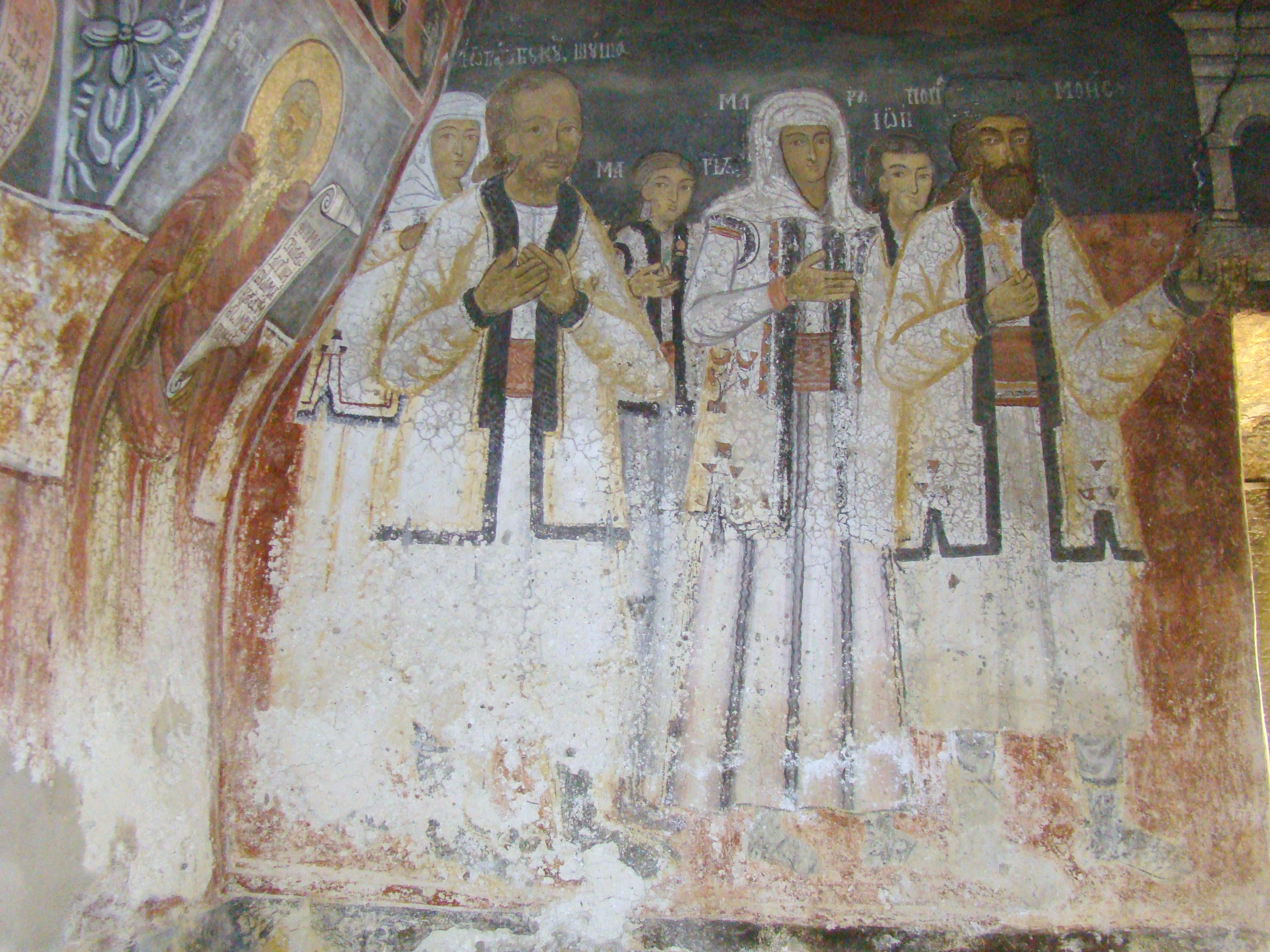
Tabloul votiv